# Uniforme scolastica

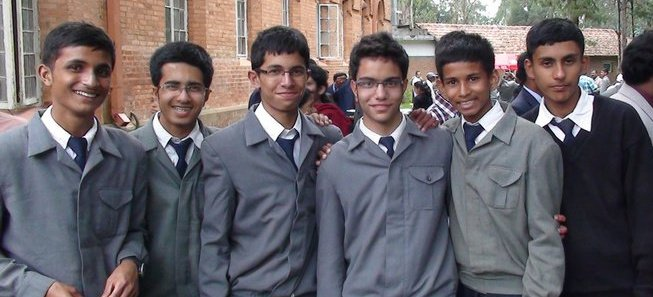
Uniforme scolastica completa di camicia, cravatta, maglioncino e giubbetto

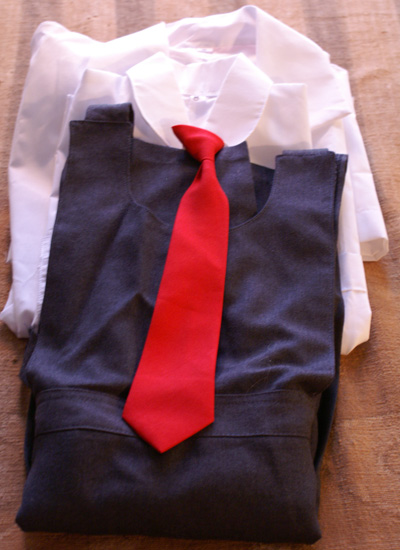
Divisa scolastica completa boliviana

L'uniforme scolastica o divisa scolastica è costituita da un set standardizzato di vestiti da indossare principalmente all'interno d'un istituto scolastico. Sono comuni nelle scuole primarie e secondarie di moltissimi paesi.
Quando viene utilizzata, costituisce la base del codice d'abbigliamento interno d'una data scuola.
Tradizionalmente, le uniformi maschili sono costituite da pantaloni lunghi o corti scuri e da una camicia chiara, a volte con l'aggiunta d'una cravatta; quelle femminili invece variano notevolmente da paese a paese e a seconda dei sistemi scolastici, ma in genere consistono in una camicia indossata assieme ad una gonna sopra una culotte o grembiule (solo alcuni paesi permettono alle ragazze di indossare pantaloni).
È abbastanza comune anche l'uso di una giacca o di un completo simile per entrambi i sessi, soprattutto nei paesi con un clima relativamente freddo. Infine, mentre alcuni paesi hanno divise essenzialmente standard per tutte le scuole, altri invece permettono ad ogni istituto di adottare una propria personale uniforme, la quale può variare anche notevolmente rispetto a quella delle altre scuole, anche perché si possono far uso di vari distintivi (badge) di riconoscimento applicati nella divisa.

## Uniformi scolastiche paese per paese

### Argentina
I camici bianchi sono tipi di uniformi scolastiche ampiamente note nelle scuole pubbliche argentine; questo sembra essere un riflesso dell'influenza italiana dal momento che proprio l'Argentina è stata una delle principali destinazioni per gli immigrati italiani tra la fine dell'800 e l'inizio del '900.
Diversi paesi europei, tra cui Francia e Italia, nel tardo XIX secolo avevano istituito i grembiuli come la più classica tra le uniformi scolastiche: essi son stati visti e intesi come un modo per coprire le differenze di abbigliamento tra i bambini.

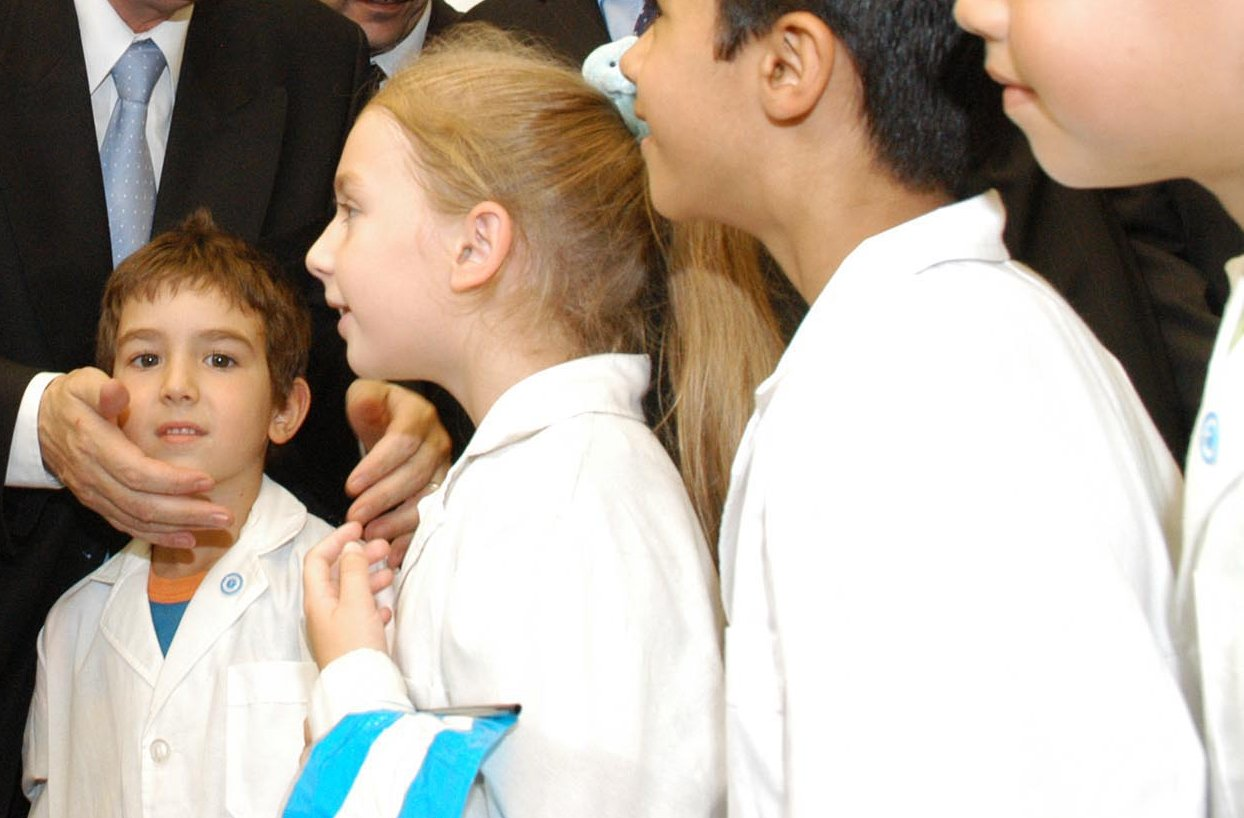
Il classico camice bianco dell'uniforme scolastica argentina

Nelle scuole pubbliche non sono richieste divise formali e i bambini sotto il grembiule possono tranquillamente indossare e tenere i loro vestiti; tuttavia molte scuole private invece richiedono una vera e propria uniforme ed in questo caso la maggior parte d'esse ha adottato lo stile di quelle inglesi.

### Australia
Quasi tutte le scuole private e gli istituti cattolici, in ognuno degli stati australiani, impongono d'indossare una divisa mentre ci si trova in classe. Anche la maggior parte delle scuole statali la consigliano o richiedono espressamente, a volte meno applicata come rigida regola nelle scuole primarie: più rigorosamente applicata all'interno dei collegi privati religiosi, molto meno in quelli statali.
Per i ragazzi le divise generalmente includono una camicia bianca, pantaloni corti o lunghi, a seconda della stagione, di solito grigi, mutande bianche e calze o calzini coi colori della scuola; la maggior parte delle scuole consentono d'indossare magliette e portare jeans fino alle scuole medie, in estate pantaloncini corti al ginocchio. Alcune scuole private impongono ai ragazzi l'uso dei pantaloni corti anche in inverno, accompagnati dalle calze lunghe fino alle ginocchia. Alcune scuole prevedono l'uso delle calze lunghe anche in estate, con i pantaloni corti; altre prevedono l'uso dei calzini corti in estate. Il colore delle calze, lunghe o corte, varia a seconda dell'Istituto: possono essere nei colori della scuola, oppure bianche, grigie o blu.  Gli studenti devono tutti indossare calze della lunghezza (al ginocchio o alla caviglia) stabilita dalla scuola: non è dunque consentito al singolo studente scegliere se indossare le calze lunghe o i calzini corti. Quando lo studente indossa le calze lunghe con i pantaloni corti, deve aver cura che siano sempre ben tirate su fino alle ginocchia e non cascanti. Non è consentito tenere abbassate alle caviglie le calze lunghe.
Nelle scuole statali l'uniforme è di solito costituita da un gilet scuro per i junior, bianco per i senior: in estate, quando non è richiesto né il maglioncino né la cravatta, s'indossa invero una versione a manica corta della camicetta. La cravatta è solitamente obbligatoria sia per i maschi che per le femmine nelle scuole private, gilet con lo stemmino della scuola d'appartenenza sono comuni anche negli istituti cattolici.

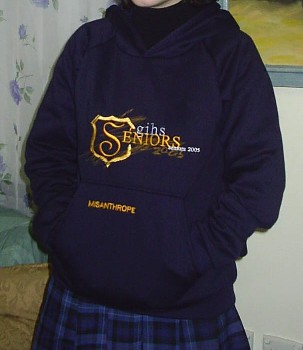
Il maglioncino facente parte della divisa scolastica australiana

Le uniformi femminili dei licei generalmente includono un vestito a scacchi o a righe per l'estate, con una gonna, mutandine bianche, giacca e cravatta e un maglione invernale; le calze possono essere lunghe fino alle ginocchia o corte alle caviglie, di colore bianco o blu. La lunghezza della gonna può variare, da mezza coscia fino a poco sopra il ginocchio: è la singola scuola a stabilire a quanti centimetri sopra le ginocchia deve arrivare la gonna. Gli studenti maschi possono anche tenere la divisa utilizzata per l'educazione fisica (la quale è un uniforme a tutti gli effetti) composta dai pantaloni della tuta da ginnastica ed una camicia o giacca sportiva.
La stragrande maggioranza delle scuole sono molto rigorose in fatto d'abbigliamento ed assegnano anche calze e scarpe bianche apposite, camicia polo e felpa: sta inoltre diventando sempre più comune tra gli studenti dell'ultimo anno, per distinguersi dagli altri, modificare in piccoli particolari l'uniforme, ad esempio cambiando i bottoni della camicia, allentando il nodo della cravatta o inserendo un nastro nei capelli.

### Birmania
Le uniformi scolastiche sono obbligatorie in tutti gli istituti educativi pubblici dello Stato, dalla scuola materna in poi: per il maschietto è data da una camicia bianca e pantaloncini verdi lunghi o al ginocchio; possono essere indossate sia scarpe che sandali; quella delle femminucce è composta da una camiciola bianca e un gonnellino.
Alle scuole superiori è richiesta una camicia con collo alla coreana (Mandarin collar) e un sarong verde o Longyi, insieme ad un paio di sandali birmani; per le ragazze è d'uso la tradizionale camicia (yinzi, con apertura frontale o yin-phon, con apertura laterale) oltre ad un sarong verde chiamato Htamein assieme a sandali birmani.

### Brasile
Tutte le scuole private impongono ai loro studenti di indossare uniformi, con alcune eccezioni riguardanti quelle superiori se l'allievo non può permettersi di disporre d'una sua propria divisa. Anche le scuole pubbliche la richiedono: in generale costituita da un paio di pantaloni blu ed una maglietta bianca con lo stemma della scuola stampigliato sopra. Alcune scuole richiedono anche specifici colori per le scarpe, generalmente nero o bianco; in alcuni casi viene offerta la possibilità d'indossare dei jeans. Si cerca infine di limitare l'uso di tutti gli altri tipo d'abbigliamento , almeno all'interno dell'edificio scolastico, nel tentativo di ridurre il più possibile le differenze individuali (sociali, culturali, di reddito).

### Burundi
Vari tipi di uniformi scolastiche sono obbligatorie per i bambini che frequentano le scuole pubbliche in Burundi.

### Canada
Nella maggior parte delle scuole pubbliche canadesi non è necessario da parte degli studenti indossare uniformi, ma contengono comunque norme severe contro l'utilizzo di indumenti non consoni alle regole scolastiche, indecenti od offensivi. Molte delle regioni statali finanziano con fondi pubblici le scuole cattoliche, e queste hanno in uso le divise scolastiche.
Prima del loro ingresso nel sistema scolastico pubblico finanziato dal governo, alla fine degli anni novanta a Terranova, le scuole gestite dalla Chiesa cattolica propugnavano rigorosi codici di abbigliamento: negli ultimi anni è stato progressivamente eliminato l'obbligo dei gonnellini da tennis e dei kilt, sempre più a favore dei pantaloni sia per i maschi che per le femmine, oppure con pantaloncini da ginnastica indossati sotto le gonne, per le ragazze, assieme a magliette da golf. Completi grigi o color kaki vengono indossati durante l'inverno.

### Cambogia
Le divise scolastiche cambogiane sono del tutto simili alle uniformi utilizzate nelle scuole thailandesi fin dagli anni cinquanta.

### Cile

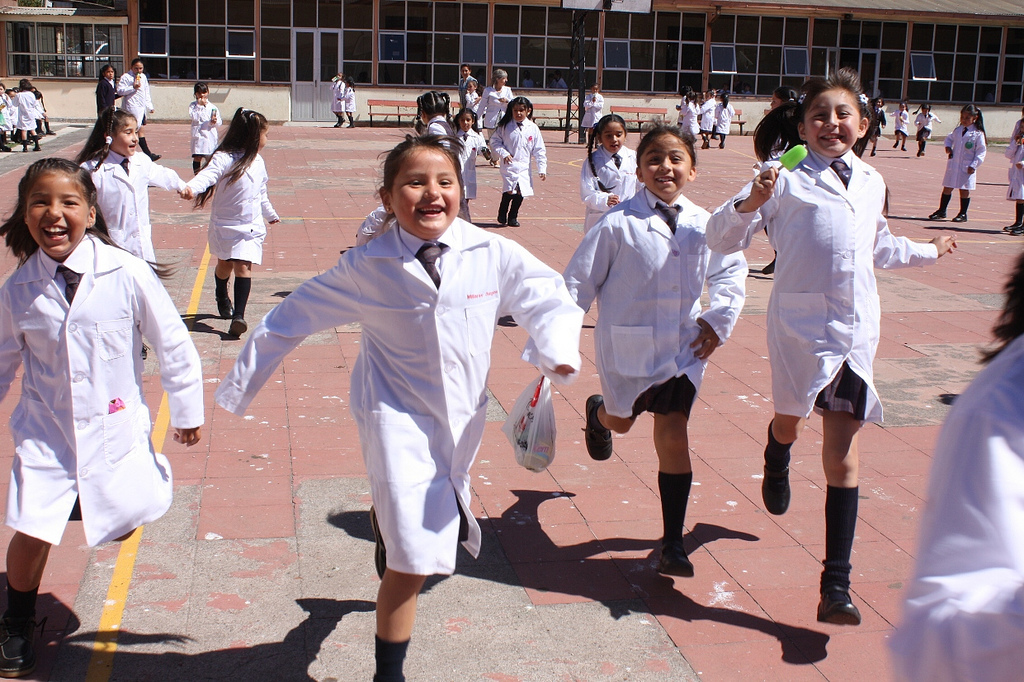
Scolari cileni

Nella maggior parte delle scuole cilene vige la regola di indossare divise, entrata in auge a partir dagli anni trenta: sotto il governo di Carlos Ibáñez del Campo è diventato d'obbligo per gli studenti indossare una divisa. Poi durante l'amministrazione di Eduardo Frei Montalva venne introdotta per tutti i tipi di scuole e centri di formazione educativa una divisa unificata. Oggi queste uniformi son quasi del tutto scomparse nelle scuole private, che han preferito utilizzare uniformi con uno stile più personalizzato.

### Cina

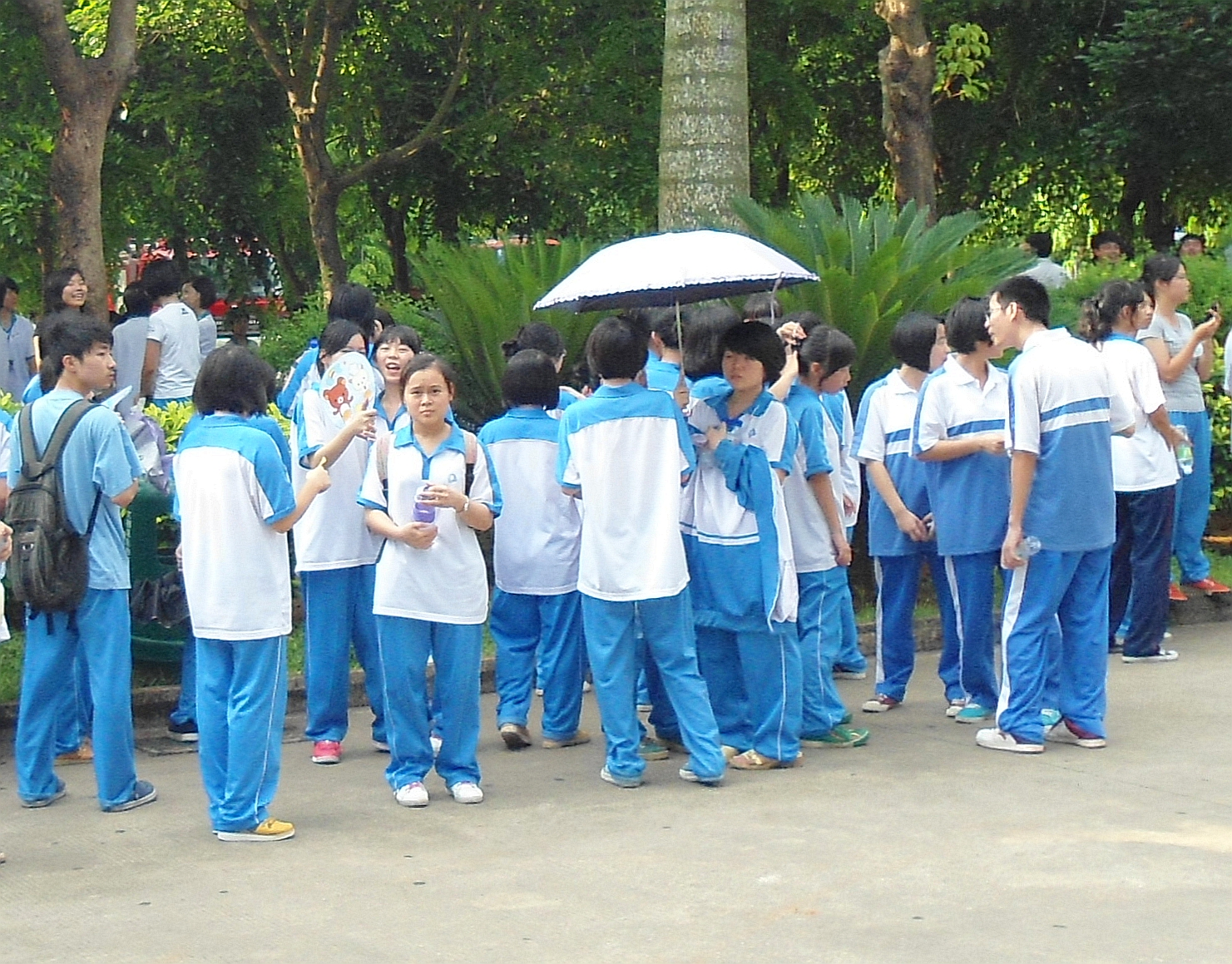
Studenti cinesi in uniforme scolastica a Haikou, nel sud del paese

Le uniformi sono parte comune del sistema scolastico cinese. Quasi tutte le scuole secondarie così come alcune di quelle elementari richiedono agli studenti d'indossarle; consistono solitamente in due tipi, una per l'estate e l'altra per l'inverno. Per quanto riguarda i ragazzi è di solito costituita da maglione, pantaloni e una camicia chiara; in certe regioni del sud s'indossano anche felpe bianche e blu.

### Corea del Sud
La quasi totalità dei licei e delle scuole superiori professionali coreane impongono ai loro studenti una divisa chiamata Gyobok (교복) . La maggior parte delle scuole elementari, ad eccezione di quelle private, non fanno uso di uniformi; tuttavia la divisa inizia ad esser espressamente richiesta a partire dalle scuole medie.
Lo stile di base utilizzato è quello occidentale, consistente in una giacca, camicia e cravatta, con gonne per le ragazze e lunghi pantaloni grigi per i ragazzi. L'ambiente scolastico è spesso sede dei primi approcci sentimentali, rendendo così anche la divisa parte del fascino romantico adolescenziale: ciò è accresciuto anche dal fatto che viene usata in varie serie televisive di successo tra i giovani (drama coreano) e anche da molti personaggi famosi oltre l'età prettamente scolastica. Come risultato conseguente l'uniforme è divenuta sempre più qualcosa di simile ad un'espressione della moda tra gli studenti.

### Cuba
Le uniformi scolastiche vengono utilizzate in tutta l'isola; gli studenti, indipendentemente dall'età o dal sesso, le indossano di un dato colore il quale denota il grado e livello di studio raggiunto. I bambini più piccoli inoltre portano scarpe che li identificano come appartenenti all'organizzazione dei "giovani pionieri" comunisti.

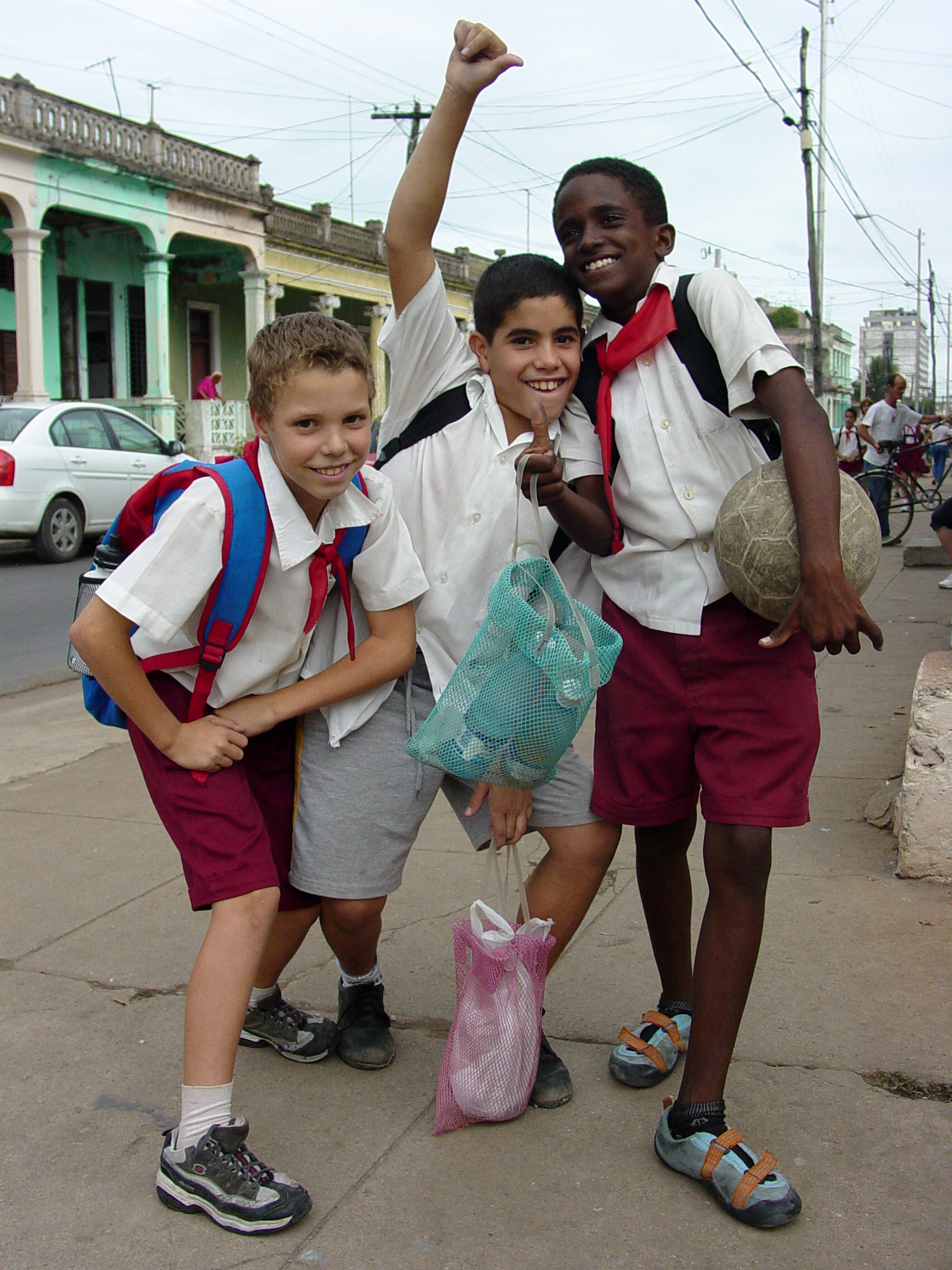
Ragazzi cubani in divisa scolastica

### Danimarca
La maggior parte delle scuole pubbliche e private danesi non usano le uniformi; rimangono tuttavia in qualità di divise storiche quelle che si adoperano in due tra i più importanti collegi del paese, l'Herlufsholm School e la Sorø Akademi.

### Emirati Arabi Uniti
Indossare l'uniforme non è così strettamente necessario in certe scuole locali o internazionali, risulta esser invece più obbligatorio ad esempio nelle scuole riservate frequentate dai figli degli immigrati indiani che si trovano a lavorare all'interno del paese: per i quali è composta da una camicia bianca o blu (a volte a righe) e pantaloni corti per i bambini delle elementari, marrone o blu con pantaloni lunghi per i ragazzi delle medie e delle superiori.
Portare con sé orologi da polso e collane o anelli è invece consentito dappertutto; in alcuni casi non vengono ammessi tipi particolari di acconciatura o capelli tinti. Per i Sikh alla divisa si aggiunge anche il turbante e per le ragazze musulmane il velo.

### Filippine
Comuni nelle scuole elementari e medie, diventano più rare nei college: per i maschi la divisa è normalmente costituita da una camicia bianca (un po' simile al Barong Tagalog con maniche corte e pantaloni color kaki, neri, marroni o blu scuri; mentre per le ragazze sarebbe costituita da una camicia bianca con un nastro o cravatta blu e una gonna plissé.
Durante gli anni settanta-ottanta le gonne erano solitamente più corte; alcune scuole soprattutto per i ragazzi richiedono poi d'indossar giacca e cravatta sopra la camicia bianca, ma questo vale per lo più nei collegi selezionati e nelle scuole internazionali.

### Francia
In Francia le uniformi scolastiche, fin dall'inizio del XX secolo, non sono mai state molto di moda né assiduamente utilizzate dalla scuola pubblica o dai collegi privati (solamente i riformatori minorili in certi casi le adoperavano).

### Galles
Il governo dell'assemblea gallese ha pubblicato gli orientamenti dettagliati per quel che concerne le politiche di abbigliamento e l'aspetto dell'uniforme: "Non esiste una legislazione specifica nei riguardi della forma o dell'uso della divisa o d'altri aspetti quali il colore dei capelli e l'uso di trucco o gioielli. Tuttavia, come parte della sua responsabilità per la conduzione della scuola, un organo legislativo scolastico può specificare il tipo di vestiario che gli alunni son tenuti ad indossare durante le attività e altre norme in materia d'abbigliamento".
Nella scuola primaria la divisa più comune per i bambini è costituita da polo e felpa col distintivo e i colori della scuola; durante il liceo si può optare per camicia e cravatta, la felpa è facoltativa.

### Germania

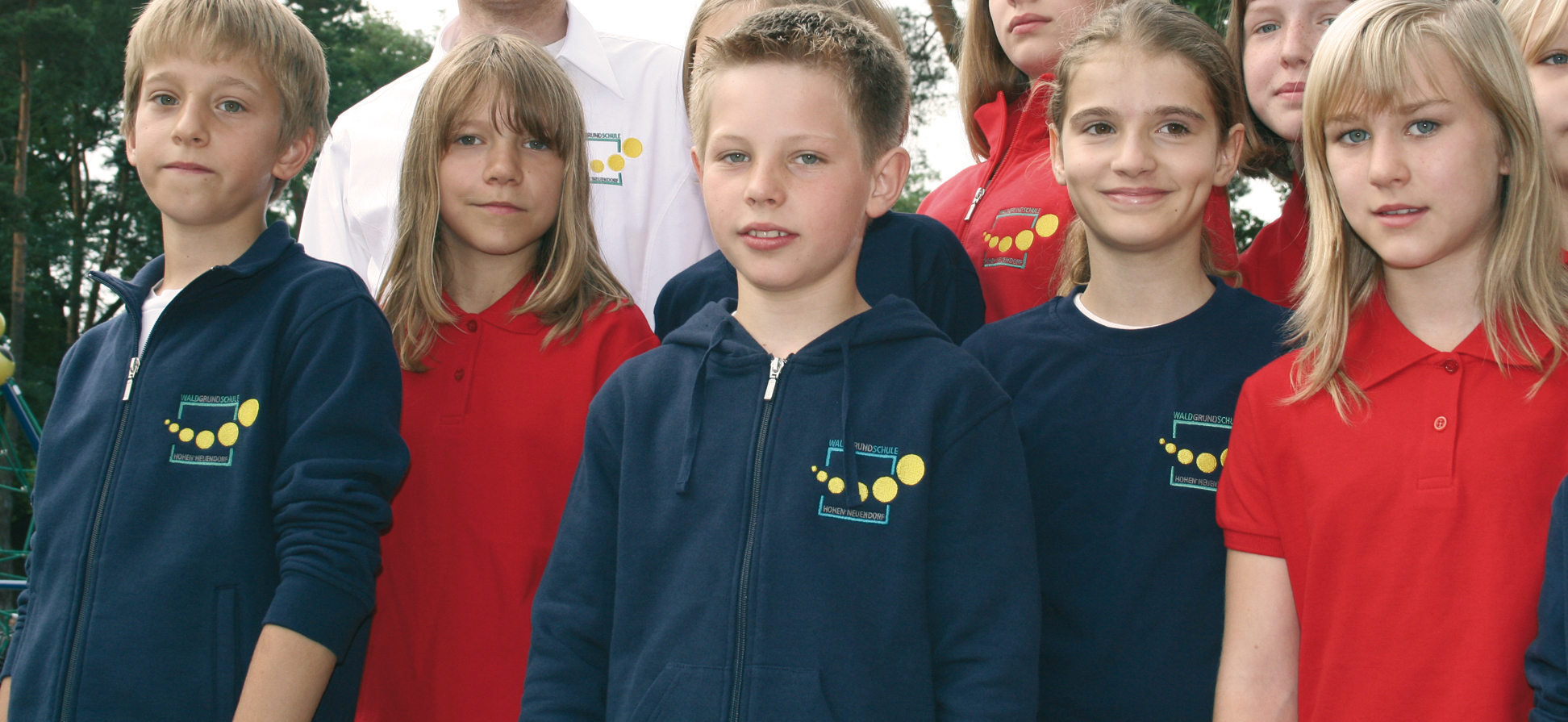
Studenti tedeschi nel 2009

Dal XVI secolo almeno gli studenti tedeschi (in special modo quelli delle scuole secondarie o di grammatica) erano spesso tenuti a rispettare regole che prescrivevano, ad esempio, una tenuta d'abbigliamento sobria e modesta al posto dell'abito elegante; in molti casi queste norme erano parte di una più ampia regolamentazione riguardante l'abbigliamento di tutti i cittadini delle classi sociali più alte.
Il cappotto blu era divenuto un diffuso "status symbol", obbligatorio per gli studenti delle superiori, fino a cader in disuso verso la metà del '700.
In tempi più recenti, divise scolastiche vere e proprie non esistono al di fuori delle scuole conventuali e dei collegi privati.
A volte certe mode diventavano così diffuse che s'avvicinavano ad essere delle autentiche uniformi, questo è vero in particolare per i cosiddetti cappelli studenteschi(Schülermützen), a volte goliardici, diffusisi sempre più a partire dagli anni ottanta del XIX secolo e rimasti in qualche modo popolari fino a quando non furono vietati dai nazisti. Quest'abitudine è stata sostenuta dagli stessi insegnanti, ed occasionalmente resa obbligatoria, ma mai a livello generalizzato.
Un altro esempio di questo tipo sono i vestiti alla marinara, entrati nella moda comune a cavallo del XIX secolo; anche questi di solito non facevano parte della divisa prescritta.
Durante il regime nazista venne vietato d'indossare cappelli, in quanto considerati un attributo specifico della società classista: resero tuttavia obbligatoria la divisa per gli appartenenti alla Gioventù hitleriana a partire dal 1936: qui le uniformi venivano indossate nelle accademie di formazione e negli "istituti nazionali di Pubblica Istruzione". Studenti di varie scuole a volte le portavano a propria discrezione.
In tempi recenti l'introduzione di uno specifico abbigliamento da scuola ("Schulkleidung") è stato discusso: introdotto in un numero limitato d'istituti ad Amburgo nel 2000 e nel 2005 a Friesenheim e Haag in Oberbayern: in questi casi i vestiti sono una collezione di camicie, maglioni ecc. ai sensi della moda contemporanea. Uniformi nel senso più tradizionale del termine non vengono quasi mai proposte seriamente.

### Ghana

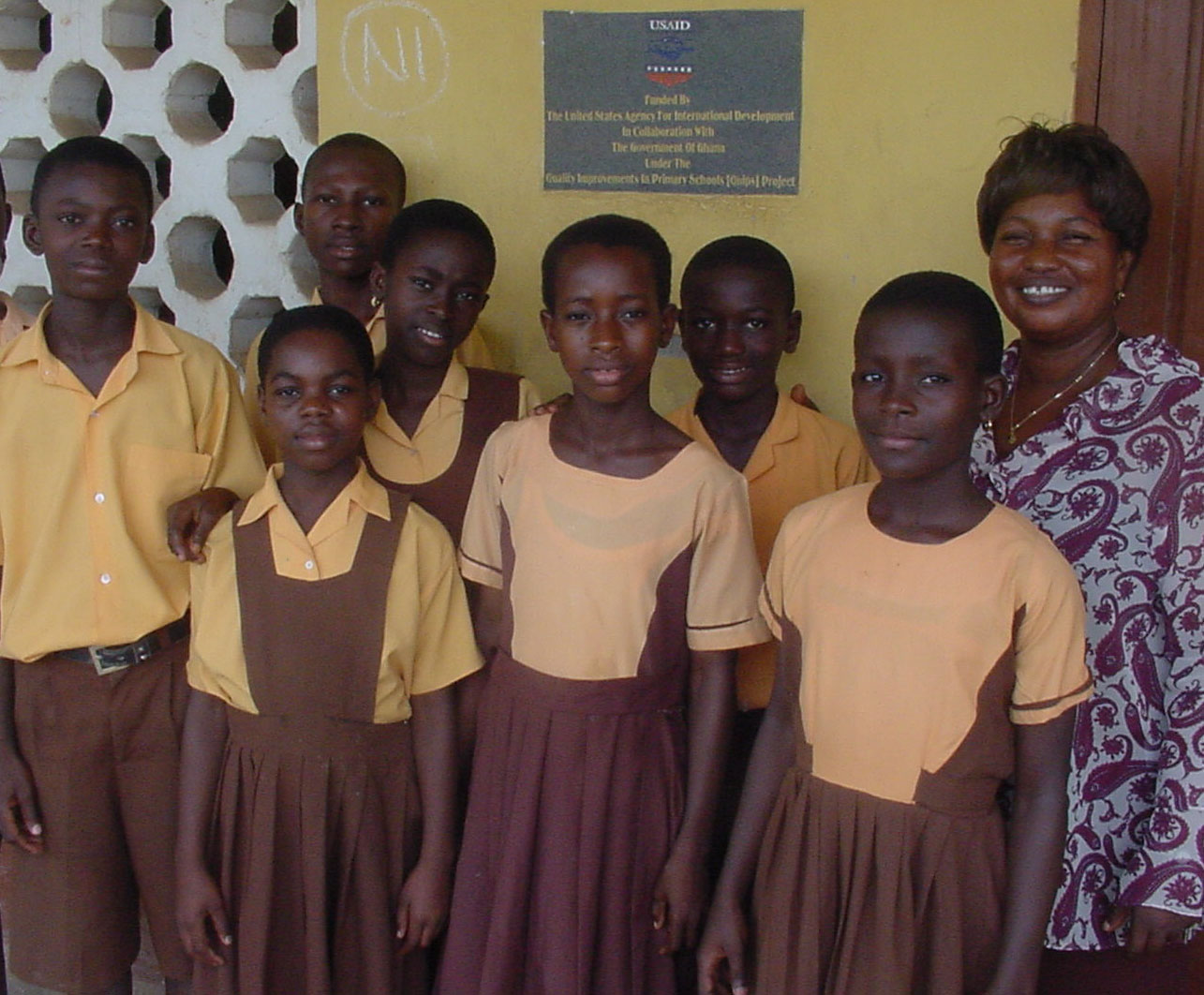
Studenti ghanesi in uniforme scolastica

Tutti i bambini devono indossare uniformi scolastiche in Ghana. Ci sono programmi pubblici per offrire alle famiglie povere un aiuto finanziario nell'acquisto dell'uniforme; questo è parte di un programma istituito nel 2010 a favore dell'eguaglianza.

### Giamaica

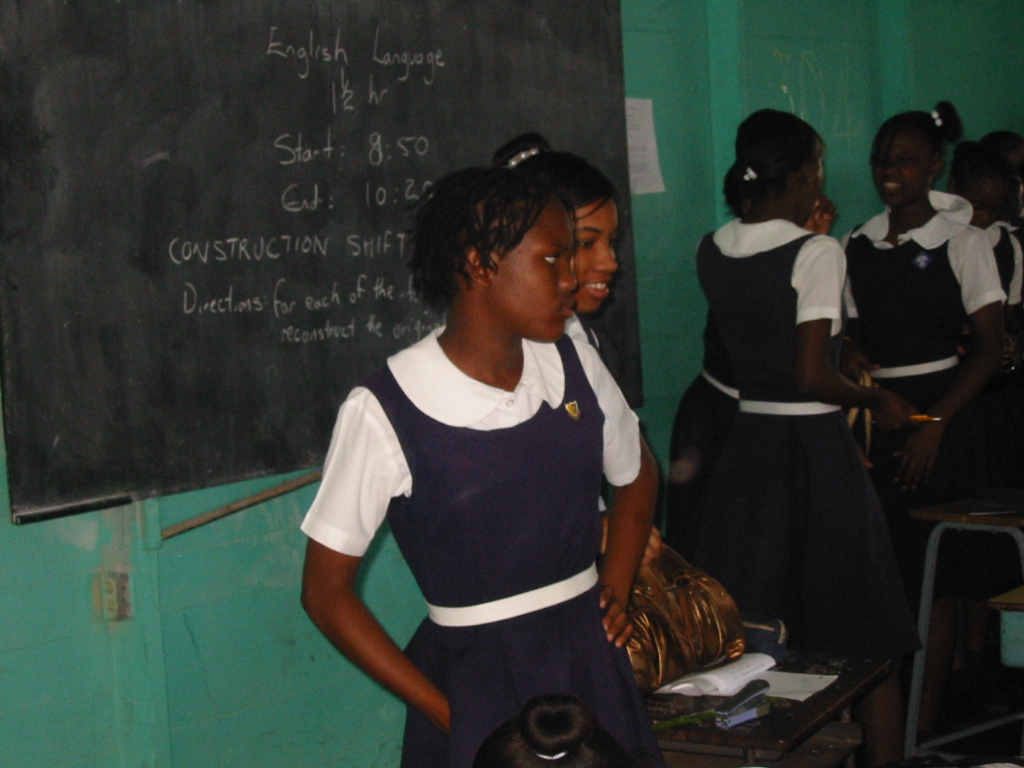
Uniformi scolastiche femminili giamaicane

Come per la maggior parte dei paesi caraibici, anche in Giamaica gli studenti sono tenuti ad indossare durante le lezioni e tutte le attività parascolastiche una divisa appropriata (tranne che in certi istituti professionali). Una certa severità riguarda anche il colore di calze e scarpe, l'altezza massima consentita dei tacchi ed in generale di altri oggetti (fibbie, orecchini, fazzoletti etc).
La regola comunemente seguita è quella di non ammettere alcun tipo di collane vistose o gioielli, e certe scuole hanno delle restrizioni anche per le acconciature dei capelli. La divisa più comune utilizzata dai maschi è la divisa color kaki, spesso con una cresta o spallina che li identificano come appartenenti a quella data scuola.

### Giappone
Il Giappone ha introdotto le divise scolastiche alla fine del XIX secolo; oggi sono quasi universalmente adottate all'interno dei sistemi d'istruzione sia pubblici che privati e sono utilizzate anche in college esclusivamente femminili. La parola giapponese per indicare l'uniforme è Seifuku.

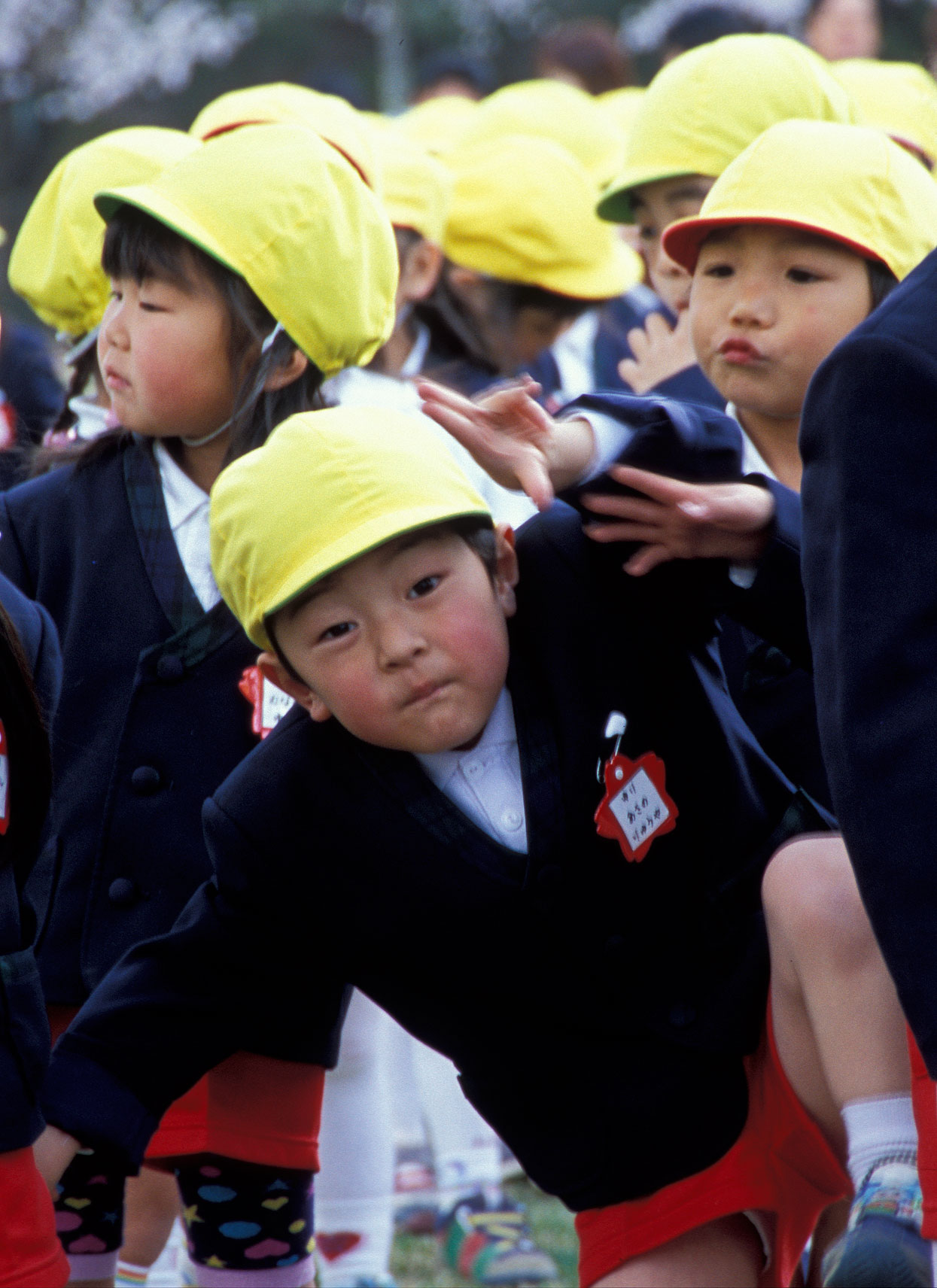
bambini giapponesi della scuola primaria

Nella maggior parte delle scuole elementari gli alunni non sono tenuti ad indossare obbligatoriamente l'uniforme all'interno della scuola: quando ciò viene richiesto, molti bambini portano camiciole bianche e pantaloncini. Le uniformi delle bambine possono includere una gonnellina grigia a pieghe e una camicetta bianca; molto spesso è la divisa alla marinaretta a venir maggiormente utilizzata per le femminucce. Comune sia per i maschi che per le femmine è poi il caratteristico cappellino giallo.
La divisa juniores e senior delle scuole superiori è tradizionalmente composta da un Gakuran (uniforme in stile militare) per i maschi e di un Fuku alla marinara per le femmine. La storia di queste uniformi ha origine durante il Periodo Meiji dall'abito militare, modellato a sua volta sulle uniformi della marina degli stati europei. Questa divisa venne a sostituire inizialmente l'Hakama (andon bakama 行灯袴) dei marinai e successivamente introdotta nelle scuole femminili dall'educatrice e poetessa Utako Shimoda durante gli anni venti.
Anche se questo tipo d'uniforme è ancora ampiamente in uso, molti comprensori educativi si sono rivolti, per trarre ispirazione sullo stile delle divise, ai modelli delle scuole di tipo religioso occidentale: queste son allora costituite per i ragazzi da una camicia bianca, cravatta, un blazer-giacca o un maglione con gilet col simbolo della scuola impresso, e pantaloni su misura (spesso non dello stesso colore della giacca); mentre per le ragazze da una camicia, una giacca con lo stemma della scuola e una gonnellina scozzese (Tartan).
Proprio come l'uniforme maschile, anche la divisa alla marinaretta conserva una qualche somiglianza con lo stile delle uniformi della marina militare: essa consiste generalmente in una sopra-camicia azzurra (blusa) a cui è applicato un collare in stile marinaresco e da una minigonna in tinta a pieghe. Vi possono esser variazioni per l'estate e per l'inverno, come la lunghezza delle maniche ed il tessuto che viene adeguato alle stagioni. Un nastro è spesso legato nella parte anteriore ed allacciato attraverso un anello fissato alla camicetta. Diverse varianti del nastro includono cravatte, la Cravatta di cuoio, fazzoletti da collo o nastri (i colori più comuni sono blu, bianco, grigio, verde chiaro e nero).
Scarpe, calze ed altri accessori sono talvolta inclusi come parte integrante della divisa; le calze sono tipicamente blu o bianche, mentre le scarpe sono in genere marroni e senza alcun tacco, quando non sono mocassini neri. Poi, anche se non è ufficialmente parte della divisa prescritta, forme alternative di collant possono esser presenti, (come i Loose socks, calze al ginocchio o simili). I Loose socks fanno parte oramai della moda comunemente utilizzata dalle ragazze anche al di fuori dell'ambito scolastico.
Indipendentemente dal tipo di uniformi che ogni scuola particolare assegna ai suoi studenti, tutte hanno una loro versione estiva della divisa, oltre ad una per quando si partecipa alle attività sportive. A seconda del livello di disciplina vigente può o meno esser ammessa qualche trasgressione, come accorciare le gonne per le ragazze o tenere il Gakuran sbottonato e abbassare la vita dei pantaloni per i maschi.
Le uniformi poi possono anche variare a seconda della stagione o dell'occasione; è del tutto normale indossare le divise anche al di fuori delle aree scolastiche, anche se sempre più di moda per molti studenti è avere abiti casual e non indicativi di una specifica appartenenza culturale-sociale-ambientale, come lo è la divisa scolastica.
Poiché le uniformi scolastiche sono un popolarissimo oggetto-feticcio, divise usate femminili ed altri oggetti inerenti alla scuola vengono vendute da negozi conosciuti come Burusera Shop: il gruppo J-pop attivo negli anni ottanta Onyanko Club aveva scritto una provocatoria canzone intitolata "Don't Strip Off the Sailor Suit!". Gli abitini alla Sailor Moon, insieme agli altri stili di uniformi scolastiche, vengono innegabilmente a svolgere un ruolo molto grande all'interno della cultura Otaku; cosa questa evidenziata anche dalla gran quantità di anime, manga e dōjinshi in cui il personaggio principale viene caratterizzato dall'uniforme scolastica.

### Hong Kong
La maggior parte delle scuole nell'ex colonia britannica fanno indossare ai propri studenti uniformi di foggia e stile inglese. Alcune scuole, oltre all'uniforme, consigliano espressamente (specialmente alle ragazze) di adoperare anche il tradizionale Cheongsam, in quanto parte del patrimonio tradizionale da conservare

### India

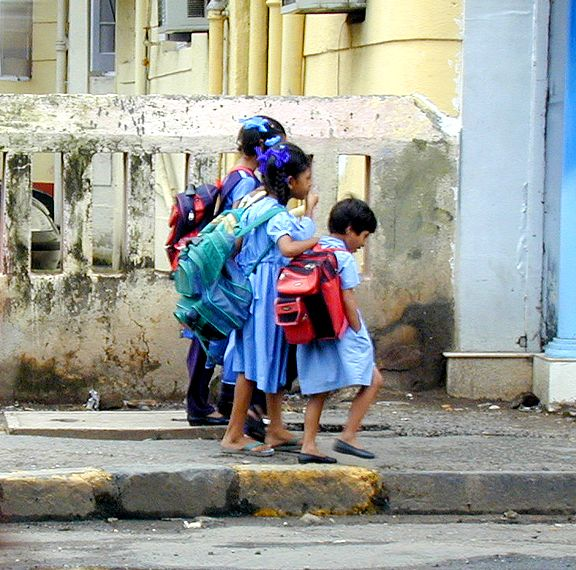
Alunni indiani si dirigono a scuola a Mumbai

Portare le uniformi all'interno degli istituti scolastici è generalmente obbligatorio in India, fin dalle elementari; anche se alcune scuole nelle grandi città, soprattutto quelle aperte agli straniere, non hanno divise.
Le uniformi maschili sono spesso costituite da una camicia di colore chiaro, pantaloni lunghi di solito blu, bianchi o neri; quelle delle ragazze sono più spesso costituite da una camicia e gonna. A livello statale per i licei è richiesto l'impiego di un salwar kameez o sari per le giovani tardo adolescenti.
Certi istituti richiedono anche l'uso d'una cravatta, specialmente le scuole gestite da missionari cristiani: il governo indiano non vieta poi ai bambini d'aver simboli religiosi, pertanto le ragazze musulmane indossano il velo (Chador) e i ragazzi Sikh un turbante in aggiunta alla divisa. La maggior parte delle scuole infine, siano esse pubbliche o private, vietano agli studenti di portare capelli lunghi o tinti.

### Indonesia

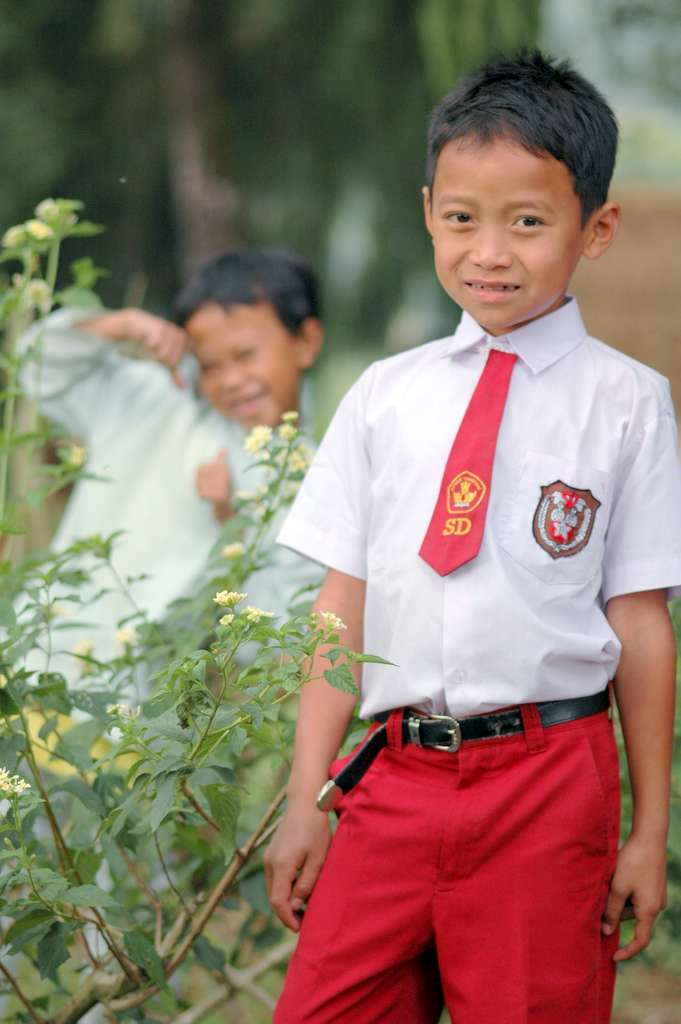
Un bambino indonesiano con la caratteristica divisa delle elementari

Nelle scuole elementari gli studenti indossano una camicia bianca a maniche corte con pantaloncini rossi per i maschietti, una gonna sopra il ginocchio per le femminucce. Alle medie vengono richiesti pantaloni blu marine con una camicia, o gonna e camicetta a maniche corte:
per le superiori sono necessari pantaloni blu-grigio con una camicia a maniche corte bianca o una lunga gonna blu.
Le scuole pubbliche indonesiane tollerano l'uso di abiti religiosi: ad esempio le ragazze musulmane possono scegliere d'indossare gonne e camicie a maniche lunghe con un jilbab a coprire la testa; un batik è poi solitamente usato il venerdì, che può variare per motivi e colori; la maggior parte degli istituti richiedono anche una cravatta con impresso lo stemma della scuola.
Viene utilizzata spesso anche l'uniforme scout, composta da camicia marrone chiaro e pantaloni o gonne marrone scuro (in Indonesia molti gruppi scout sono legati alle scuole); le scuole private hanno delle loro specifiche divise che possono essere di diversi tipi, come uniformi in stile marinaio e/o militare, grembiuli e giacche, t-shirt e gonne scozzesi.
I maschi non sono generalmente autorizzati a portare i capelli lunghi, così come l'utilizzo di collane, bracciali o anelli: a tutti gli studenti è inoltre di fatto vietato tingere i capelli o farsi tatuaggi su una qualsiasi parte del corpo. La non applicazione di queste norme da parte degli allievi può portar a punizioni anche severe.
Viene prestata attenzione anche sui tipi di scarpe che possono esser indossate, le più comuni sono scarpe da ginnastica bianche o nere; gli studenti delle scuole superiori sono normalmente tenuti a indossare scarpe di pelle nera.
Il distintivo della scuola è in genere posto sulla manica destra, mentre il nome della scuola coi dati di riconoscimento su quella sinistra, mentre gli studenti responsabili dell'organizzazione interna hanno anche un emblema che tengono nel taschino. Il nome dell'alunno è cucito sul lato destro della camicia; alcune scuole infine distinguono il grado dei loro studenti da apposite strisce simil-militare applicati sull'emblema nella cravatta.

### Inghilterra
Le uniformi scolastiche sono state introdotte per la prima volta su larga scala durante il regno di Enrico VIII; le divise del tempo erano costituite da lunghi soprabiti o giacche in tinta blu, il colorante più economico disponibile: il primo istituto ad introdurre quest'uniforme è stato il "Christ's Hospital" in Sussex.
Nel 1870 la legge sull'istruzione elementare ha introdotto la gratuità dell'istruzione primaria per tutti i bambini; la popolarità nell'utilizzo di uniformi è andata via via crescendo sempre più fino ad essere adottata dalla quasi totalità delle scuole.
Durante questo periodo la maggior parte delle divise riflette le tendenze dell'epoca, coi ragazzi che indossano pantaloni corti (short) e giacchette fino a circa l'età della pubertà, per poi passare a pantaloni lunghi a partire dai 14-15 anni. Le ragazze erano tenute a portare una camicia e un abito in stile tunica con grembiule, per poi modificarsi verso l'inizio del XX secolo in un Gymslip, una tunica a maniche con gonna a pieghe (detto in USA Jumper-abito a ponticello).
Questo tipo d'uniforme si portò fino a dopo la seconda guerra mondiale quando, con la riforma Butler dell'istruzione secondaria il suo uso è stato reso libero e non più obbligatorio: uniformi codificate sono state a volte richieste soprattutto per le ragazze anche in seguito.
Quando ancora richieste, le uniformi devono avere un costo contenuto, essere d'un tipo equo per entrambi i sessi e rispettose di tutte le tradizioni religiose, ad esempio consentendo d'indossare turbante e foulard/velo. Alle elementari si porta generalmente una polo o camicia e felpa; ai licei un blazer coi colori della scuola o in alternativa una camicia bianca, cravatta e pantaloni o gonna nera, grigia o blu e scarpe celesti.

### Irlanda/EIRE

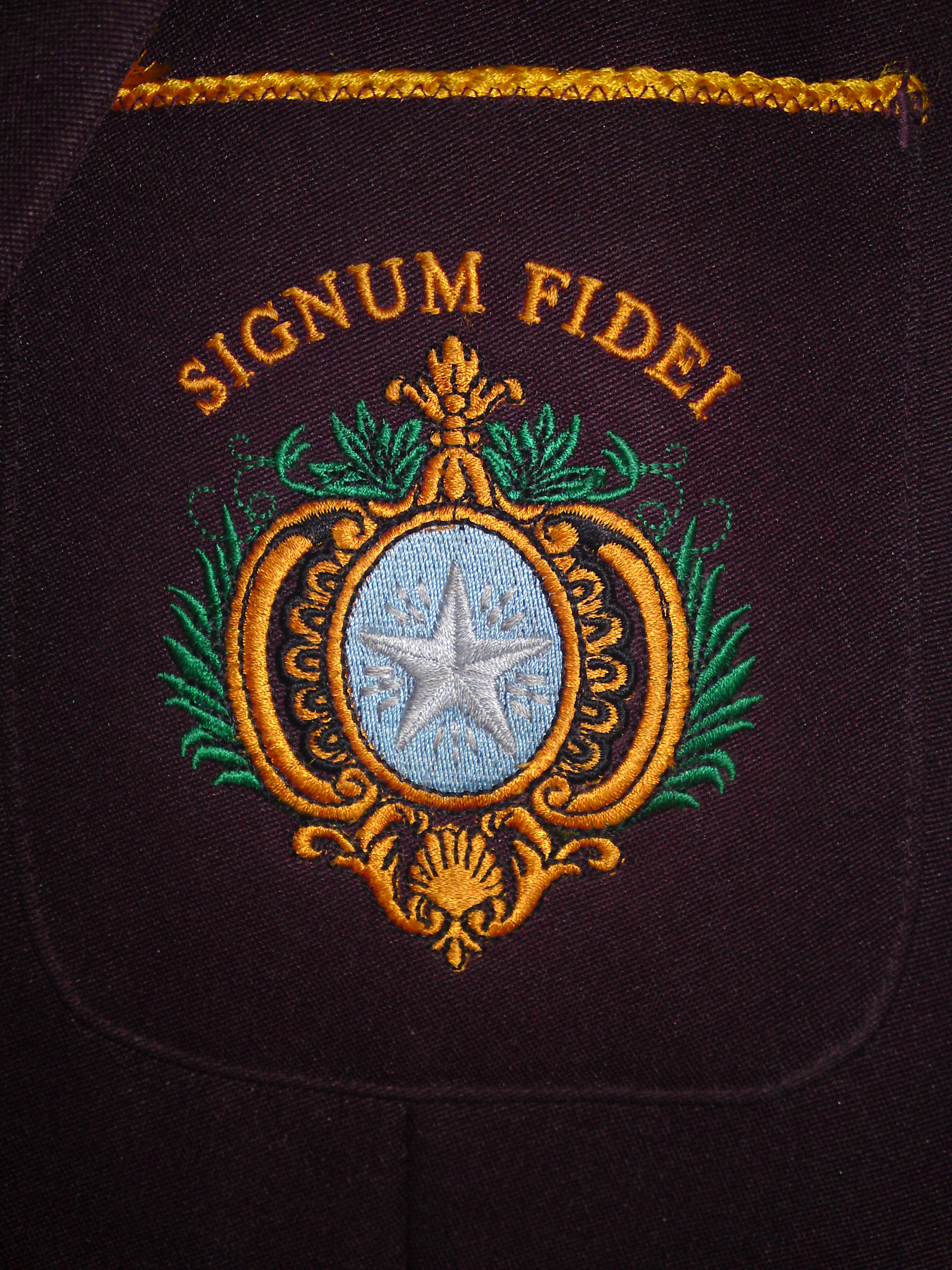
Esempio di stemma scolastico da cucire sull'uniforme

Tradizionalmente le scuole irlandesi hanno seguito lo stile britannico per quanto concerne le divise scolastiche; le uniformi attualmente utilizzate nella repubblica irlandese sono del tutto simili a quelle del Regno Unito, anche se le polo-short sembrano essere meno popolari di quanto lo siano tra gli inglesi.
Anche le cravatte sembrano meno comuni, le gonne tendono ad essere più lunghe fino alle ginocchia, ma in alcuni casi parte integrante della divisa è la gonna lunga fino alle caviglie; nelle scuole superiori e in molte di quelle elementari è stato introdotto l'uso della giacca.
Completa l'abbigliamento un maglione o un blazer con i colori della scuola, la camicia è di solito bianca e il maglione obbligatorio.

### Irlanda del Nord
Il governo sostiene le famiglie povere nei costi da pagare per le uniformi della scuola primaria con un assegno. La divisa delle scuole superiori è costituita da una camicia, un maglione e una giacca più una cravatta e gonna o pantaloni, che può variare col cambio di stagione. L'uniforme dei bambini delle elementari è del tutto simile a quella irlandese.

### Israele
Divise scolastiche erano usate di norma nei primi tempi dopo la nascita dello Stato nel 1948, ma da allora son cadute in disuso; tuttavia negli ultimi anni un certo numero di scuole pubbliche israeliane ha iniziato a richiedere agli studenti d'indossare uniformi.
Molti insegnanti, genitori e anche studenti si trovano favorevoli all'idea di riportare in auge l'utilizzo di un uniforme da scuola standard per tutti, questo per impedire l'approfondimento del divario tra bambini ricchi e meno abbienti; anche se oggi le divise sono ancora principalmente collegate alle scuole religiose operanti all'interno del sistema israeliano d'istruzione.
Le scuole riservate ai cittadini arabi richiedono spesso l'uso di uniformi; per le ragazze ciò consiste spesso in un grembiule da indossare sopra i pantaloni e la camicia.
Quand'è presente, la divisa scolastica israeliana consiste d'una maglietta con impresso il logo dell'istituto: in estate è una T-shirt, mentre in inverno sopra la camicia si utilizza un maglione con cappuccio. Anche se le camicie sono standard, solitamente vengono rese disponibili in vari colori, il che permette agli studenti di personalizzare il proprio abbigliamento.

### Italia
L'utilizzo massiccio di uniformi in Italia si ebbe durante il ventennio fascista, che suddivideva gli studenti a seconda delle categorie (come ad esempio Opera Nazionale Balilla; Figlio della lupa; Piccole italiane), collocando e irreggimentando gli studenti in ordini, ognuno con la sua particolare divisa, a seconda della loro età. Fino agli anni 1970 molte scuole richiedevano d'indossare dei grembiuli, bianchi o neri (a volte con un fiocchetto a mo' di cravatta), simili a grembiuli medici al di sopra dei vestiti. Nelle scuole superiori l'uso era richiesto maggiormente alle ragazze: questa disciplina è stata fortemente contestata durante la rivoluzione sessuale scaturita dal sessantotto e poi via via del tutto abolita.

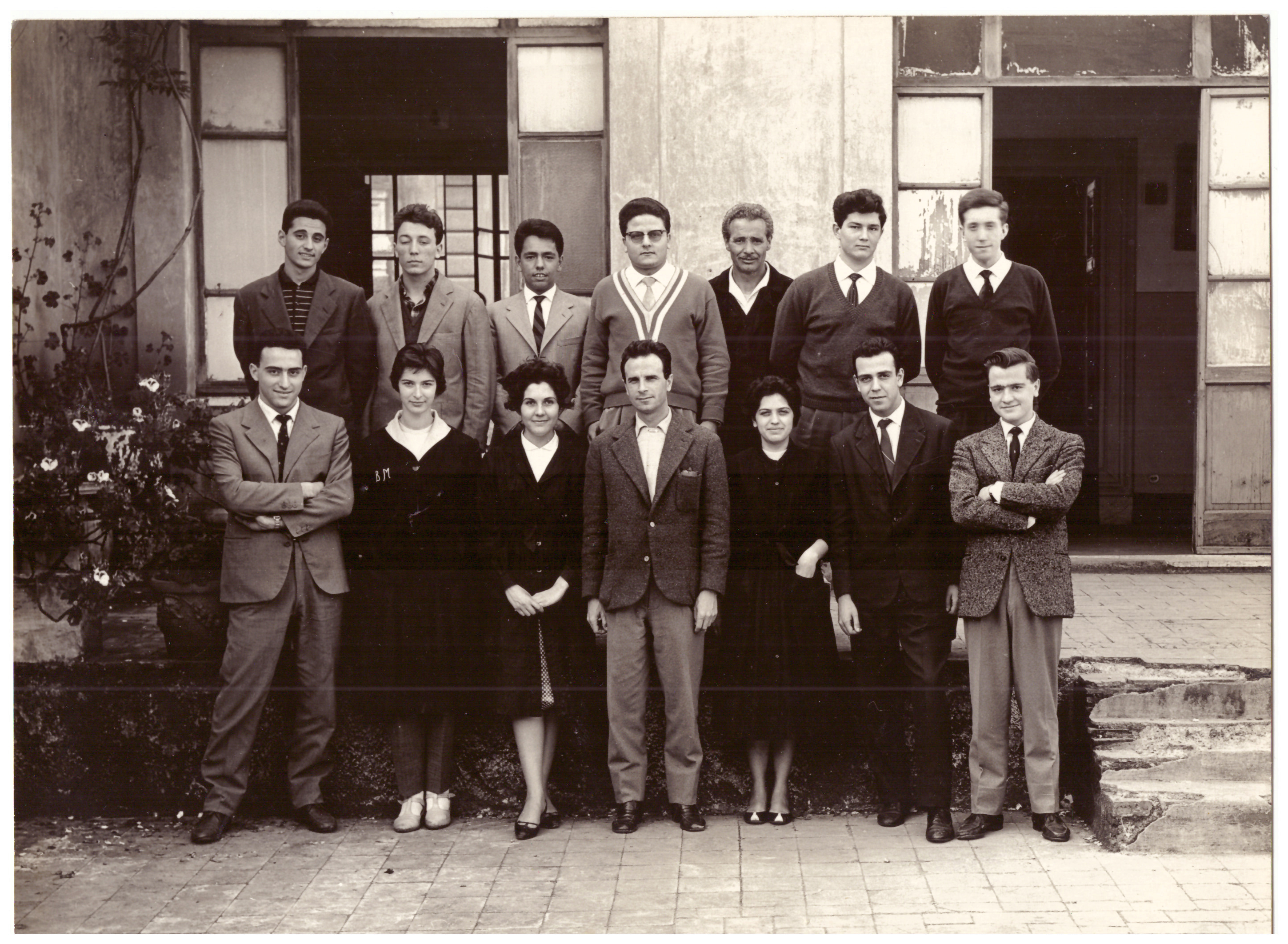
Foto di classe, A. S. 1959-60, Liceo Scientifico C. Cavour, Roma.

La legislazione italiana non prevede per la scuola pubblica l'utilizzo di uniformi; nel 2008 il ministro dell'istruzione Gelmini aveva proposto la reintroduzione del grembiule obbligatorio nelle scuole pubbliche, provocando un ampio dibattito nella stampa. Sono più spesso utilizzate nelle scuole private, talvolta vengono utilizzati grembiule colorato o nero; in alcune scuole elementari a volte è ancora in uso un grembiule rosa o bianco per le bambine e blu o celeste per i bambini.

### Malaysia
In Malesia le divise scolastiche sono obbligatorie per tutti gli studenti che frequentano le scuole pubbliche; lo stile occidentale delle uniformi utilizzate ancora al giorno d'oggi sono del tipo di quelle introdotte nel tardo '800 durante l'epoca coloniale britannica, poi standardizzate per l'intera nazione dopo la metà del XX secolo.
Oggi le divise sono quasi universalmente adottate nei sistemi educativi sia pubblici che privati e sono dei seguenti tipi:
Scuola primaria
1. Maschi: camicia bianca e pantaloni corti o lunghi color "blu navy"
2. Femmine: un grembiule blu o azzurro sopra una camicia bianca o, in alternativa, il Bayu Kurung (una lunga tunica che copre le braccia) su una gonna blu lunga fino al ginocchio.

Scuola secondaria
1. Maschi: camicia bianca e pantaloni lunghi verde oliva o bianchi
2. Femmine: grembiule turchese sopra una camicia bianca, oppure gonna turchese con camicetta o, infine, il Bayu Kurung bianco accompagnato da una gonna turchese lunga.

Gli studenti son tenuti ad indossare anche calzini e scarpe bianche assieme alla divisa; inoltre la maggior parte delle scuole richiede alle studentesse che indossano il Bayu Kurung di accompagnarlo anche con una camiciola a tinta unita da portare sotto.
In aggiunta a questo ogni scuola possiede anche un proprio stemma che dev'esser cucito od applicato sull'uniforme in bella evidenza, generalmente a sinistra del petto; vi si possono aggiungere poi altre targhette o distintivi sportivi.
Alle superiori si deve indossare una specifica cravatta, ad eccezione delle ragazze musulmane che tendono ad utilizzare la tunica: la maggior parte di loro si trova ad avere una versione malese del velo islamico o hijab (chiamato tudung) per motivi religiosi, mentre le ragazze non musulmane preferiscono usare il grembiule.
I maschi possono invece indossare il Baju Melayu di venerdì, spesso con un copricapo denominato Songkok, in modo da esser vestiti adeguatamente per recarsi poi in moschea per la preghiera all'ora di pranzo.
Per le ragazze che scelgono di indossare il grembiule, solitamente sotto portano dei pantaloncini oppure una gonna che copre solo fino al ginocchio.
Le cravatte sono spesso indossate dai prefetti, i capoclasse, i bibliotecari ed altri studenti di rango; in tutte le scuole sono comunque riservate per gli eventi più importanti annuali e durante le cerimonie pubbliche, mentre non fanno parte della divisa quotidiana in quanto troppo fastidiosa per il clima tropicale.
Anche l'acconciatura è oggetto d'attenzione particolareggiata da parte del ministero della pubblica istruzione: non viene permesso agli studenti di tingersi i capelli. Per i maschi di solito v'è una lunghezza massima consentita (non può mai andar oltre il colletto) e non sono ammesse le basette; la violazione delle norme è spesso punita con la fustigazione (vedi Punizioni corporali nelle scuole), mentre alcune scuole offrono la possibilità alternativa di tagliar i capelli immediatamente.
L'uso del gel è vietato in alcuni tra gli istituti più severi, al fine d'evitar un'eccessiva vanità estetica; per le ragazze che portano i capelli lunghi, questi debbono essere opportunamente legati, spesso in una coda di cavallo. Certe scuole dettano il colore ed il tipo di accessori per capelli che possono essere utilizzati, alcune vietano addirittura d'aver capelli lunghi; il trucco è bandito in ogni sua forma.
Il codice riguardante l'uniforme è applicato in maniera rigorosa, con controlli regolari da parte d'insegnanti e prefetti: agli studenti che non lo rispettano possono esser dati punti di demerito, espulsi o frustati (caning).

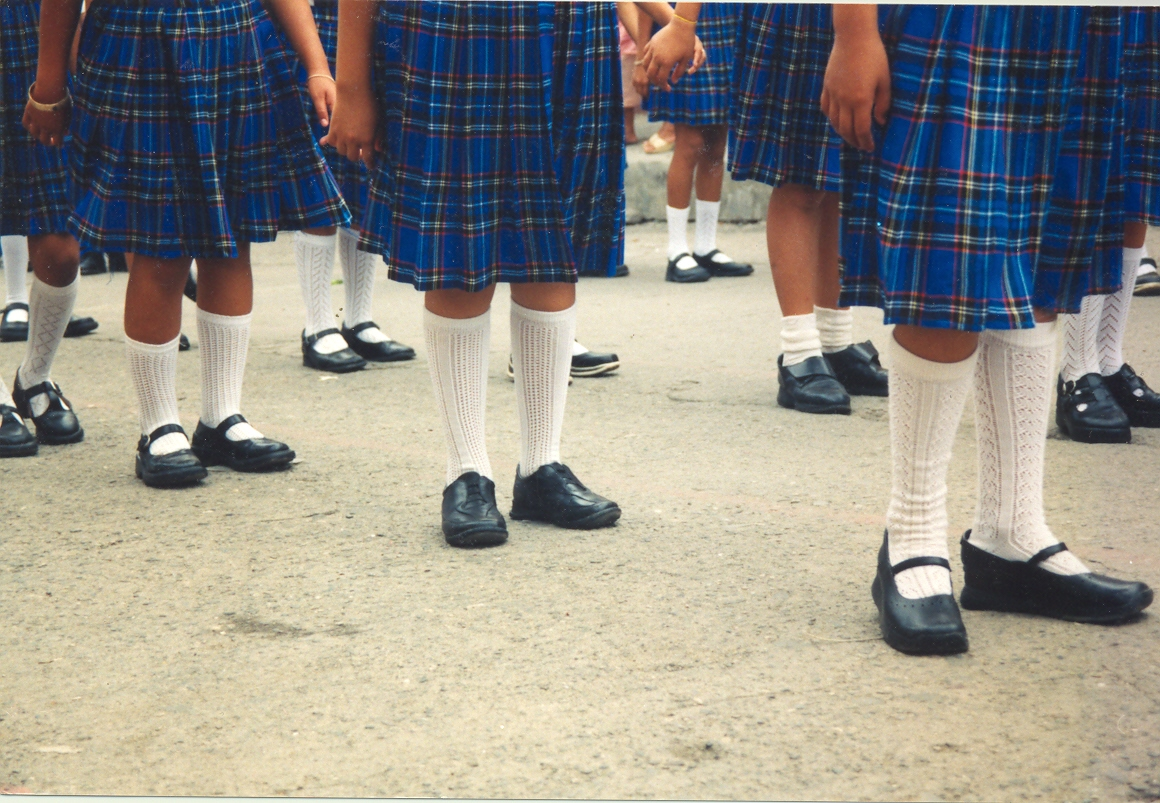
Uniforme femminile di una scuola elementare messicana

### Malta

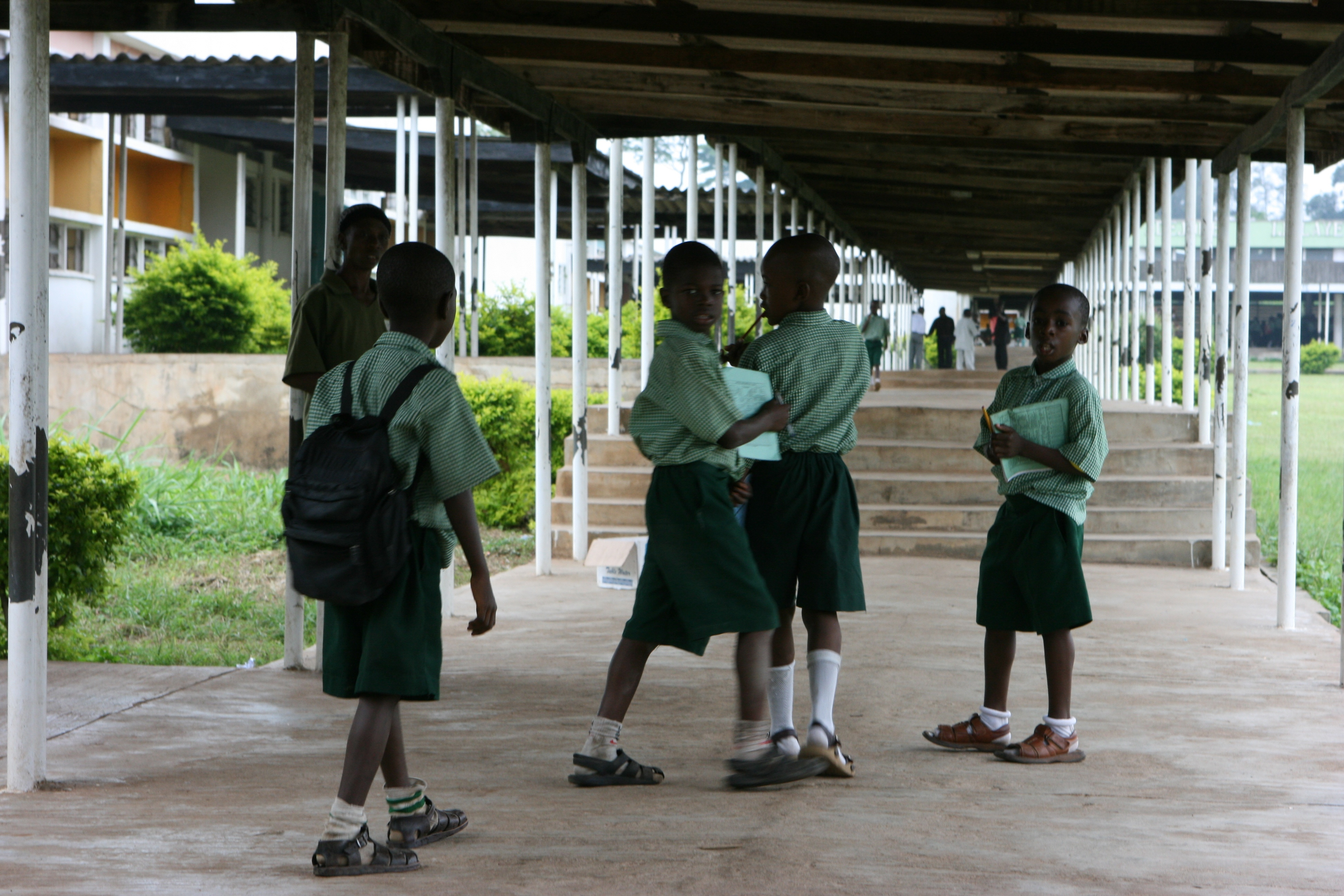
Bambini nigeriani delle elementari in uniforme

### Nigeria
Le uniformi scolastiche sono variamente adoperate in Nigeria. Vi sono anche programmi statali per aiutare economicamente le famiglie numerose più svantaggiate che non possono permettersene l'acquisto.

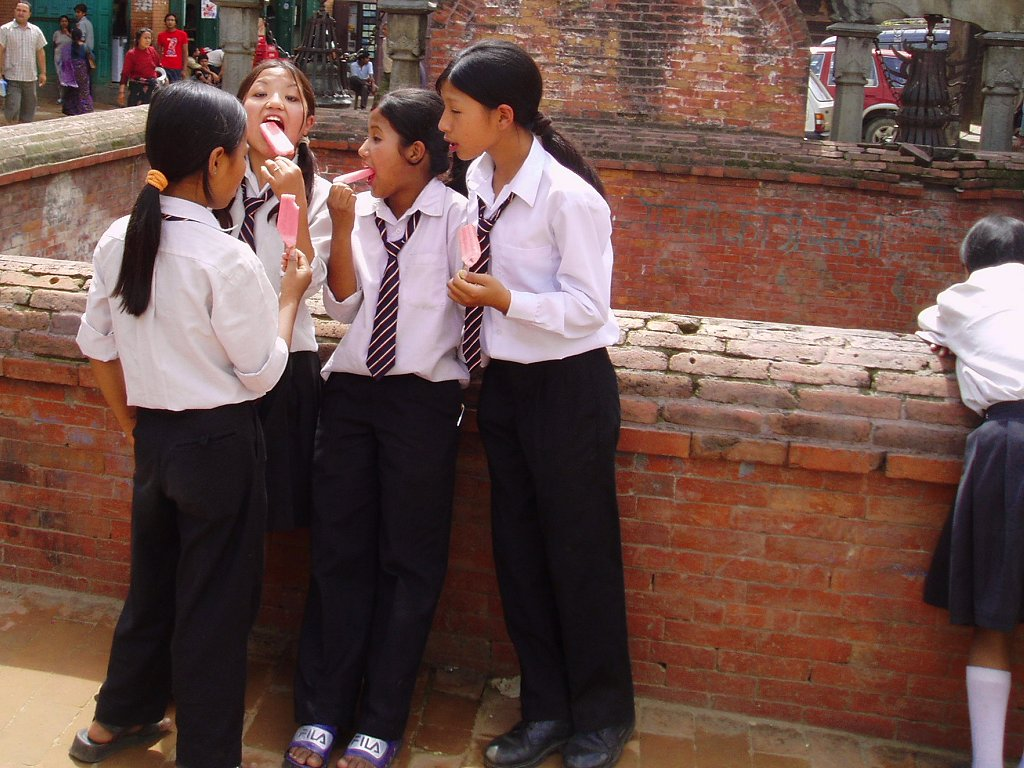
Studentesse nepalesi a Bhaktapur

### Nuova Zelanda
Molte scuole medie e superiori statali e private neozelandesi seguono il sistema britannico tradizionale delle uniformi scolastiche, anche se è comune per le scuole pubbliche inferiori utilizzare come divisa una semplice maglia ed un paio di pantaloni grigi corti, piuttosto d'un vero e proprio abito completo costituito da giacca, cravatta e pantaloni lunghi.
La divisa maschile può avere una varietà di linee d'abbigliamento; ad esempio una camicia con la cravatta ufficiale della scuola e pantaloni, mentre per le ragazze una camicetta e/o plaid (solitamente in tartan) come gonna: in alcune scuole dell'Isola del Sud viene richiesto il kilt.
Gli studenti di entrambi i sessi indossano poi la maglia con lo stemma e i colori ufficiali della scuola a cui appartengono: blazer e giacche possono esser blu chiaro o scuro, grigio, porpora, scarlatto, verde o nero. Alcuni istituti seguono la prassi britannica d'aver colori contrastanti ai bordi o sui risvolti della giacca.
L'uso di berretti è stato generalmente scartato a partire dai primi anno '70, ma in molte delle scuole primarie rimane l'uso d'indossar un cappello a tesa larga: quando hanno i pantaloni corti i ragazzi son tenuti ad abbinarli a calze scure che possono richiedere giarrettiere per tenerli su.
A partire dagli anni novanta infine un numero sempre crescente di scuole hanno incluso anche i sandali come tipo normale di calzatura da indossare durante i mesi caldi.
Avere il permesso d'utilizzare pantaloni lunghi al posto di quelli corti, come parte integrante della divisa, segna il passaggio dello studente da junior-matricola a senior appartenente alle classi superiori: in alcune scuole gli anziani sono autorizzati ad indossare abiti che esulano dall'uniforme, colloquialmente noto come muftī.

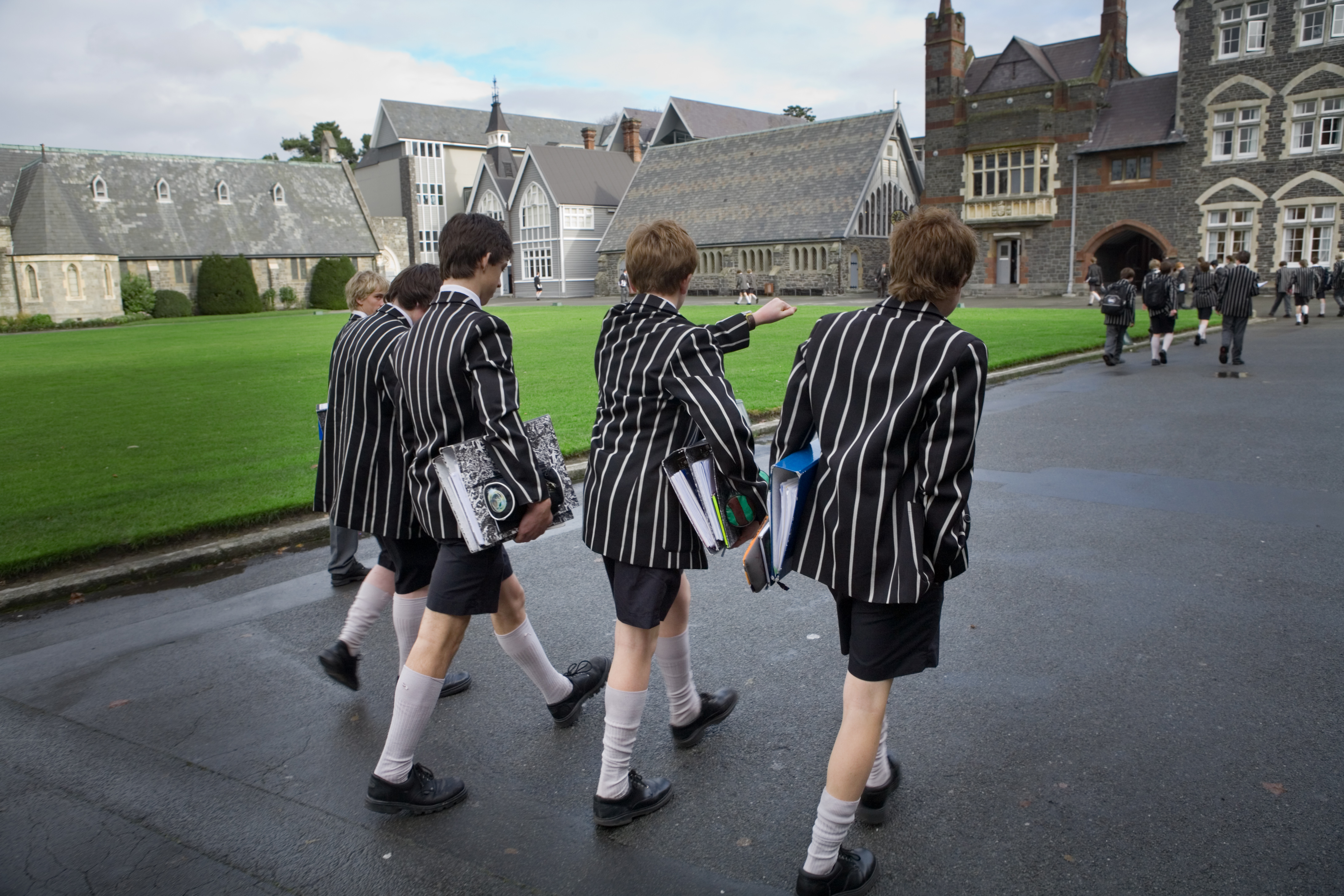
Uniforme scolastica neozelandese

Le scuole medie di norma offrono la scelta di gonne e culotte per le ragazze e talvolta è permesso addirittura portare pantaloncini da ginnastica e collant sotto la gonna: alcune scuole femminili hanno in uso gonne "blu navy" con camicette bianche dal collo lungo in inverno e corto d'estate, mentre non è ammesso portare gonne che siano più corte del ginocchio. In particolare nella regione di Auckland a partire dai 12-13 anni le femmine debbono portare gonne lunghe fino alle caviglie, che ne denoti l'anzianità.
La maggior parte delle scuole secondarie gestiscono negozietti che vendono uniformi di seconda mano all'inizio dell'anno scolastico; tradizione consolidata di molte scuole è poi quella di far firmare agli studenti la propria camicetta o maglietta il giorno della consegna dei diplomi.
Nel corso degli anni s'è sempre più sviluppata la tendenza di sostituire la divisa tradizionale con abiti alternativi meno costosi e più moderni, T-shirt, magliette Polo, oppure un completo in mufti che sostituisce la divisa

### Pakistan

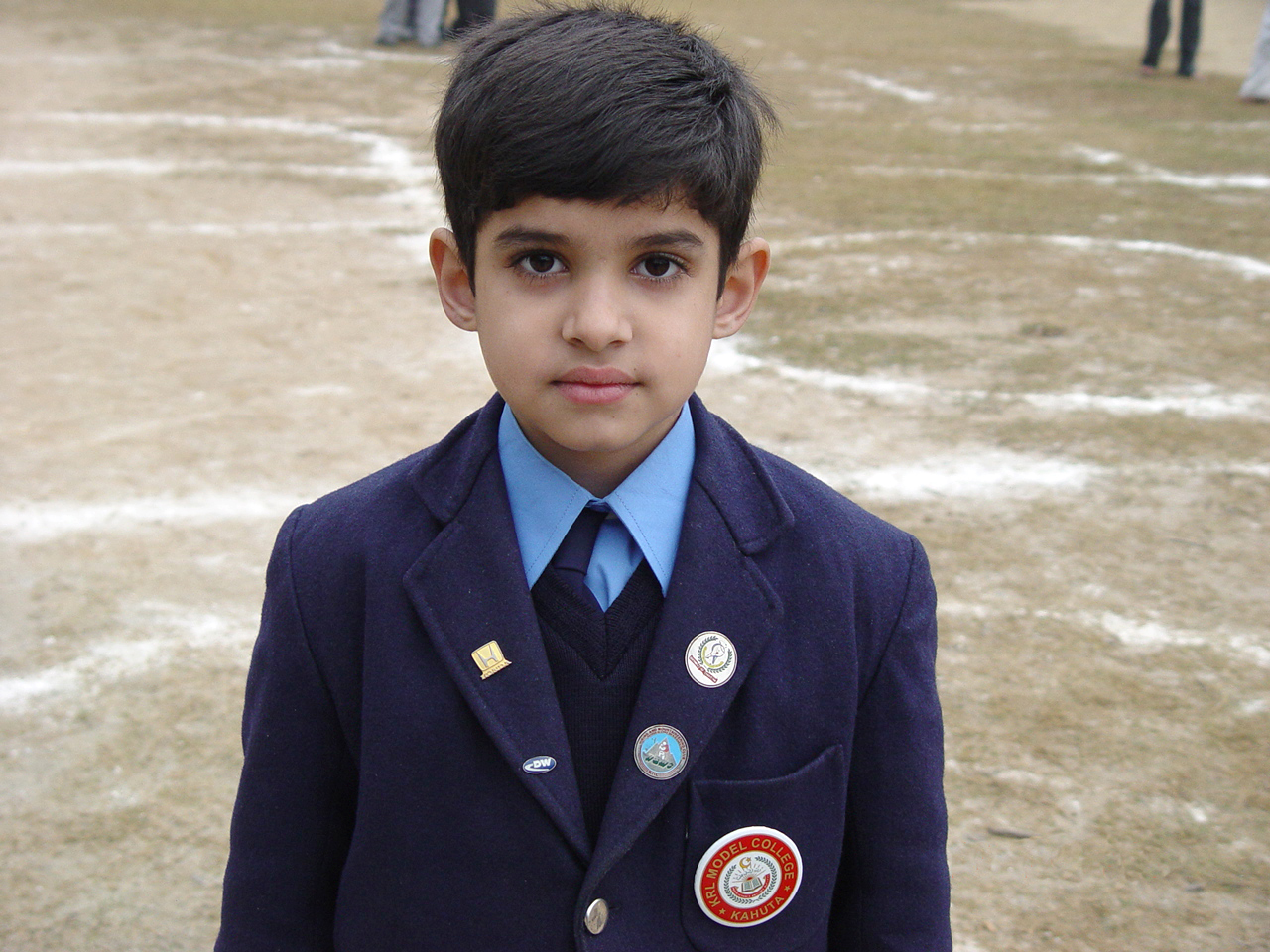
Alunno delle scuole primarie pakistane in uniforme.

A causa della sua storia di colonia inglese, tutte le scuole del settore pubblico e privato utilizzano uniformi: anche se il design esatto può variare da zona a zona per lo più i ragazzi indossano camicie e pantaloni con lo stemma della scuola d'appartenenza, mentre alle ragazze è concesso l'utilizzo del tradizionale shalwar kamiz appena raggiunti i 12-13 anni.
Le uniformi differiscono tra estive e invernali nel colore e nell'uso del blazer. Anche se è una regola applicata rigorosamente, i ragazzi cercano di personalizzare il proprio abbigliamento, ad esempio indossando jeans colorati a vita bassa; questo anche a rischio di affrontare multe ed essere rimandati a casa o subire punizioni fisiche per non avere indossato gli abiti corretti.
Alcune scuole hanno dei periodi in cui forniscono agli studenti libertà d'indossare abiti colorati, cioè quelli che indossano normalmente, mentre altri smettono d'usar le uniformi una volta arrivati all'università.

### Polonia
Generalmente i ragazzi che vengono dalla Polonia indossano una uniforme per scuola diversa.
i ragazzi hanno un paio di pantaloni scuri o blu scuri, accompagnati da una camicia bianca, una cravatta, scarpe scure, e una giacca come ultimo.
Le ragazze indossano una gonna fino alle ginocchia con una camicia bianca e una cravatta, scarpe nere e una giacchetta con il proprio simbolo a fianco o cucita sopra.

### Repubblica Dominicana
L'utilizzo di uniformi scolastiche è reso obbligatorio per legge all'interno della repubblica dominicana, al fine di stabilire una perfetta uguaglianza e parità sociale in materia d'istruzione: questa legge si applica anche alle scuole private di tipo religioso, le cui divise sono generalmente costituite da una camicia apposita (polo short) di un colore unico designato per tutti.

### Russia

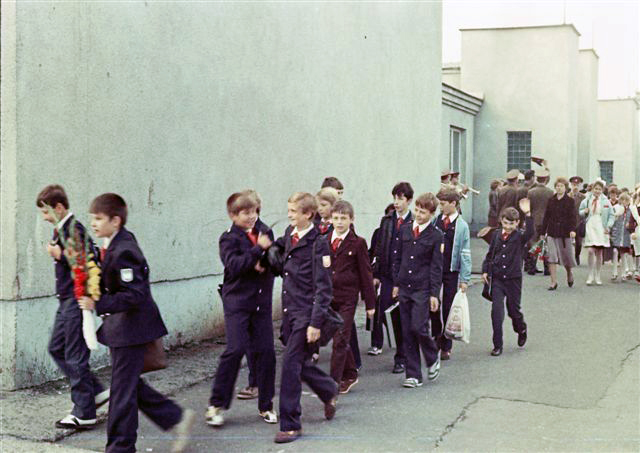
Studenti sovietici

Abolite dopo la rivoluzione dell'ottobre 1917, le uniformi scolastiche sono state reintrodotte a livello statale a partire dal 1948: inizialmente molto simili a quelle in vigore prima dell'avvento al potere del regime comunista, da allora indossar la divisa è stato reso obbligatorio e gli alunni venivano penalizzati se non si attenevano a puntino alle regole.
Lo stile sovietico dell'uniforme venne modernizzato nel 1962, e da allora è stato in parte modificato ad ogni scoccar di decennio, con varianti che interessavano le diverse repubbliche dell'URSS.
I maschi in genere indossavano pantaloni blu scuro e giacche, mentre le femmine abiti marroni con grembiuli e fiocchi neri: ai membri dell'organizzazione dei giovani comunisti era data una cravatta rossa. Uniformi sportive speciali esistevano poi anche per le classi di educazione fisica; nei primi anni ottanta è stato introdotto un completo blu scuro e le rigorose regole in materia di taglio di capelli hanno iniziato ad essere allentate.
Nel 1992 le uniformi per la scuola dell'obbligo sono state abolite ed oggi non v'è più alcuna uniforme unificata standard nella Repubblica Russa; tuttavia alcune scuole possono avere le proprie uniformi che gli studenti sono tenuti ad indossare, altre hanno un certo codice d'abbigliamento specifico. Rimane infine la tradizione moderna per le ragazze a vestirsi in stile sovietico con l'uniforme marrone della scuola per la loro cerimonia di laurea.

### Scozia
Il diritto scozzese non è specifico per quanto riguarda la questione della divisa scolastica; in generale la scuola deve fornire informazioni sulla sua politica in materia di abbigliamento ed il Provveditorato agli Studi è tenuto a dare notizie scritte sulla sua politica generale per quanto concerne l'uniforme: alcune autorità educative non insistono eccessivamente sull'uso della divisa da parte degli studenti come precondizione necessaria per poter partecipare alle attività curriculari.
I bambini non possono essere puniti per non aver indossato la divisa se i genitori non sono d'accordo; tuttavia un bambino che semplicemente si rifiuta d'indossare l'uniforme può subire sanzioni quando si pensa che tal comportamento comporti problemi accademici o disciplinari.
Molte scuole adottano una politica globale nei riguardi dell'abbigliamento da scuola, per esempio i jeans sono rigorosamente proibiti: le varie scuole fanno la loro scelta in considerazione dei requisiti culturali e religiosi adottati e richiesti ai loro allievi.
Vi possono essere regole rigide non solo nei riguardi della scelta selezionata di abiti da poter indossare, ma anche a volte nei confronti del modo in cui vengono portate (la camicia dentro o fuori dai pantaloni per esempio) ed anche nell'abbinamento dei colori.

### Singapore

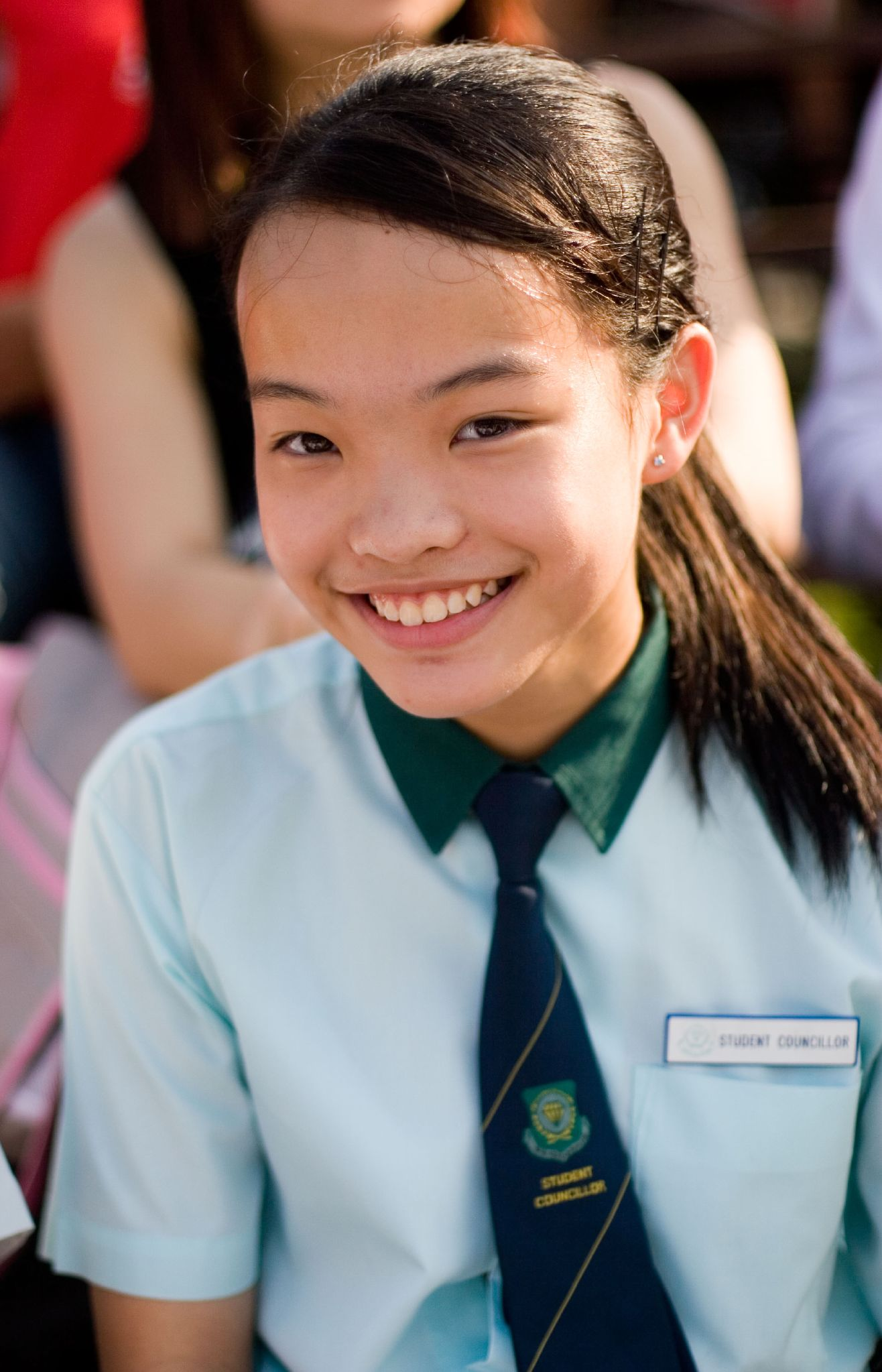
Studentessa di Singapore

L'uniforme scolastica è obbligatoria per tutti gli studenti, fino a livello universitario. La divisa normale per i ragazzi è costituita da pantaloni nel colore e materiale specificato dalle direttive della scuola d'appartenenza, con camicia a maniche corte spesso bianca; mentre le uniformi per le ragazze son grembiule o gonna, con camicia e pantaloni corti sotto.
I requisiti dettagliati delle uniformi sono stabilite da ogni scuola e questi debbono esser rispettati rigorosamente: i colori e gli stili ammessi sono ben specificati e in alcuni casi la camicia deve avere spalline in stile militare e/o un distintivo metallico sul colletto, sia a sinistra che a destra.
A causa del clima tropicale, giacche e cravatte vengono indossate solo in occasioni speciali; è pertanto direttamente sulla camicia che va cucito lo stemma della propria scuola: quasi tutte le scuole richiedono poi calzini e scarpe bianche (infine alcune vietano alle ragazze d'indossare reggiseni colorati).
Nella quasi totalità delle scuole secondarie ai ragazzi non è poi consentito d'indossare pantaloni lunghi fino a quando non iniziano il terzo anno (solitamente appena compiuti i 15 anni): in alcune scuole ciò accade al 4º anno, mentre in alcuni istituti cattolici gli studenti di sesso maschile debbono indossar pantaloni corti per tutto il tempo della durata degli studi.

### Spagna

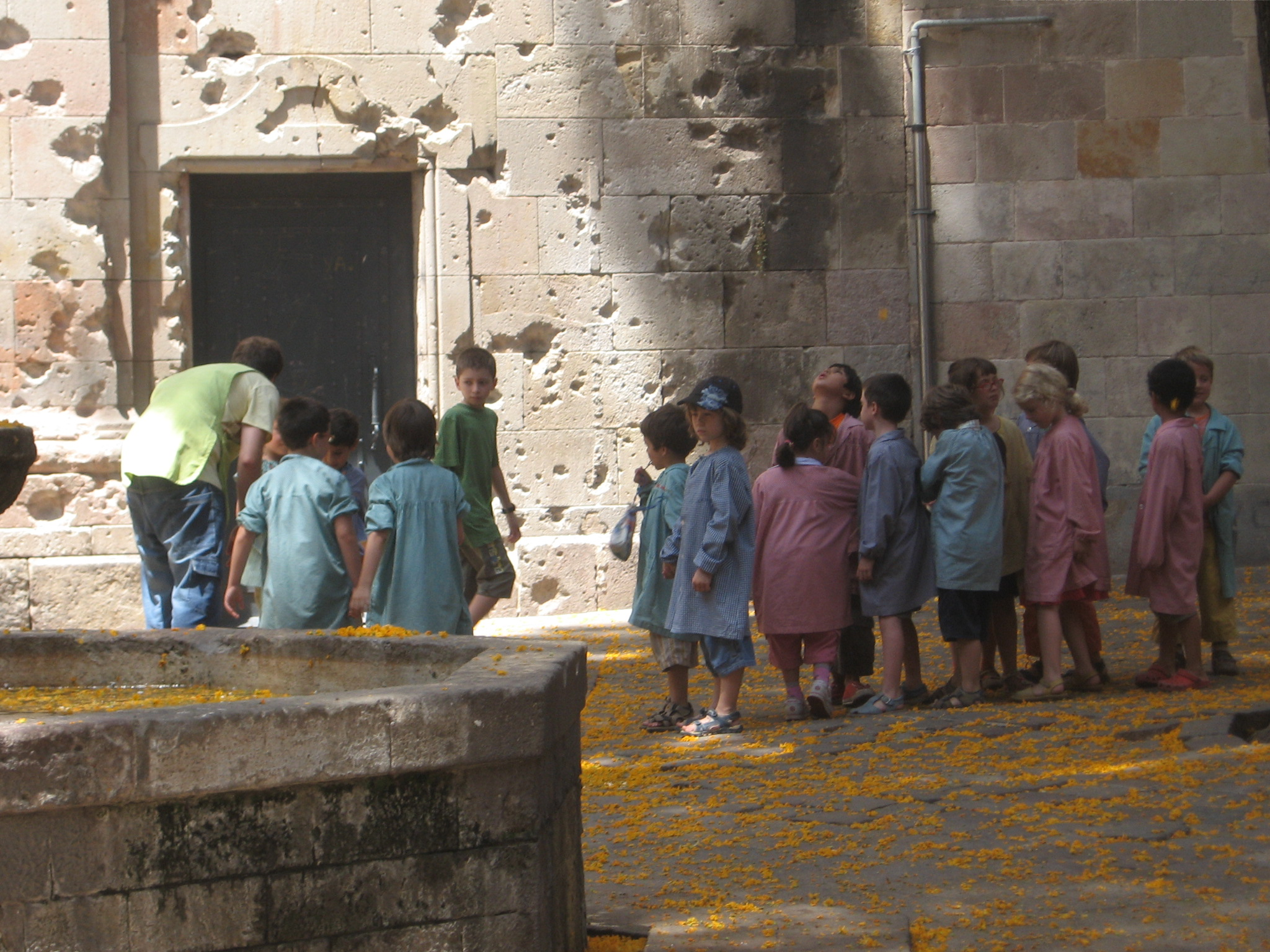
Scolari spagnoli a Barcellona

In Spagna l'uso di uniformi scolastiche non è obbligatorio in alcun tipo di scuola pubblica: il loro eventuale utilizzo dipende dal consiglio d'istituto e coinvolge i genitori dei ragazzi; è tuttavia consuetudine indossar un qualche tipo d'uniforme nelle scuole private e religiose

### Sri Lanka
Tutte le scuole pubbliche e private in Sri Lanka richiedono agli studenti d'indossare uniformi: nelle scuole pubbliche questa è standard per i ragazzi con camicia bianca a maniche corte (o lunghe per le occasioni cerimoniali); pantaloncini blu o bianchi per gli studenti di età inferiore a 15 anni e lunghi bianchi per i più grandi.
Le uniformi femminili possono variare da scuola a scuola, ma tutte le divise son comunque costituite da un saio bianco a pezzo unico; differenze posson includere il vestito con maniche corte o senza maniche e con un collare o meno; alla maggior parte delle studentesse è richiesto inoltre d'indossare una cravatta.
Per le cerimonie ufficiali sia i maschi che le femmine possono indossare un blazer bianco o nero e anche la giacca può esser del colore particolare della scuola che si frequenta, ad esempio marrone, con cravatta abbinata.
L'uniforme è distribuita gratuitamente dal governo nelle scuole pubbliche a prescindere dalla condizione economica dello studente; le scuole internazionali hanno infine le loro uniformi individuali di diversi colori e stili.

### Sudafrica
Come in molte altre ex colonie britanniche, tutte le scuole sudafricane pubbliche e private hanno un'uniforme obbligatoria per ogni grado d'istruzione. I tipi d'uniforme variano meno tra scuole pubbliche e private di quanto non facciano tra le varie regioni del paese, ove le scuole ubicate nelle zone più rurali tendono a rinunciare a far indossare cravatta e blazer; tuttavia molte di queste stesse scuole mantengono per le occasioni e cerimonie speciali.
Nei grandi conglomerati urbani, come Città del Capo, è d'altra parte più comune vedere l'abbigliamento formale richiesto rispetto ai piccoli centri; molte scuole forniscono inoltre anche una scelta tra divisa invernale ed estiva, con uniformi color kaki e scarpe marroni molto comune durante le stagioni più calde, pur permanendo nel codice d'abbigliamento una distinzione tra maschi e femmine.
I ragazzi di tutte le età sono normalmente tenuti ad indossar pantaloni corti kaki con calze lunghe o pantaloni lunghi grigi con calzini: fino a poco tempo fa il cappello di paglia era accessorio comune negli istituti di livello più elevato.

### Thailandia

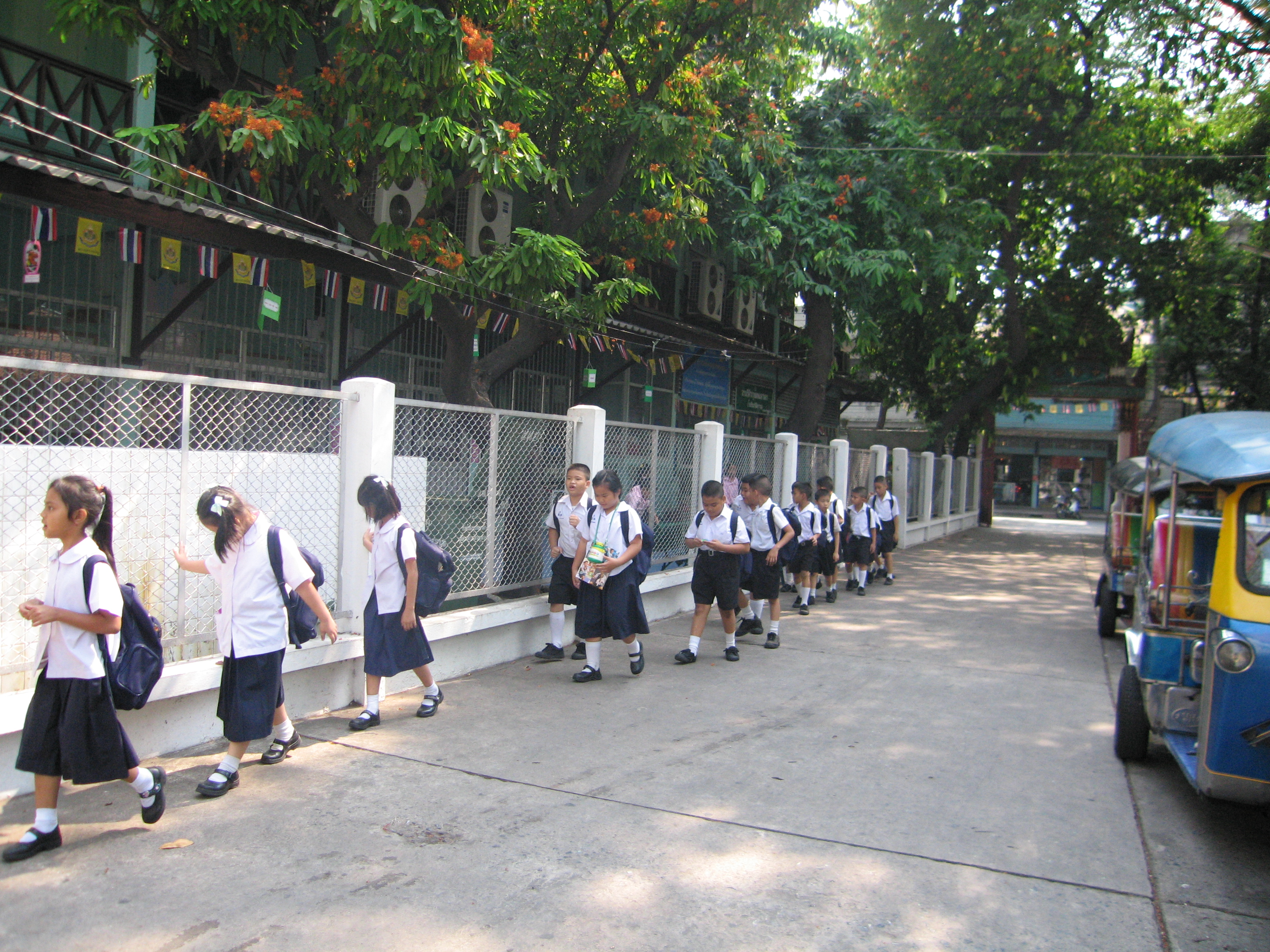
Studenti thailandesi tornano a scuola dopo la pausa pranzo, a Bangkok

Le uniformi sono obbligatorie per tutti gli studenti con poche variazioni dal modello standard per tutti gl'istituti pubblici e privati d'ogni ordine e grado, tra cui i college e le università; l'abito tipo per i bambini dell'asilo è gonna o pantaloncini rossi e camicetta bianca.
Il codice d'abbigliamento nelle classi primarie e secondarie per i maschi comprende pantaloncini al ginocchio neri, blu o kaki con camicia bianca a maniche corte con colletto aperto e calze lunghe.
Le studentesse indossano una gonna al ginocchio blu scuro o nera e una camicetta bianca con farfallino o a collo aperto; l'uniforme femminile è poi completata da calzini bianchi e scarpe nere.
Alcune scuole private o internazionali hanno uniformi molto simili allo standard britannico, e i ragazzi più grandi delle scuole superiori possono essere autorizzati a portare pantaloni lunghi. Il nome dello studente e della scuola d'appartenenza è spesso ricamato sulla giacca o sulla camicia.
In tutte le scuole tailandesi un giorno della settimana è dedicato allo scautismo, ed allora le divise beige scuro e verdi con foulard giallo sono la regola: l'utilizzo di accessori è nella maggioranza dei casi severamente proibito. A tutti gli studenti è fatto divieto di tingersi i capelli o farsi tatuaggi su una qualsiasi zona del corpo.

### Tonga
A Tonga tutte le scuole richiedono un'uniforme, rossa per quelle statali, mentre per gli istituti cattolici sono di solito azzurre e blu navy per quelle anglicane. Alle superiori viene richiesto alle ragazze d'adoperare un grembiule con una camicia bianca, tranne in quelle cattoliche che permettono una camicetta a righe e una gonna. Di solito le calzature sono costituite da sandali romani (in stile frate) o infradito.

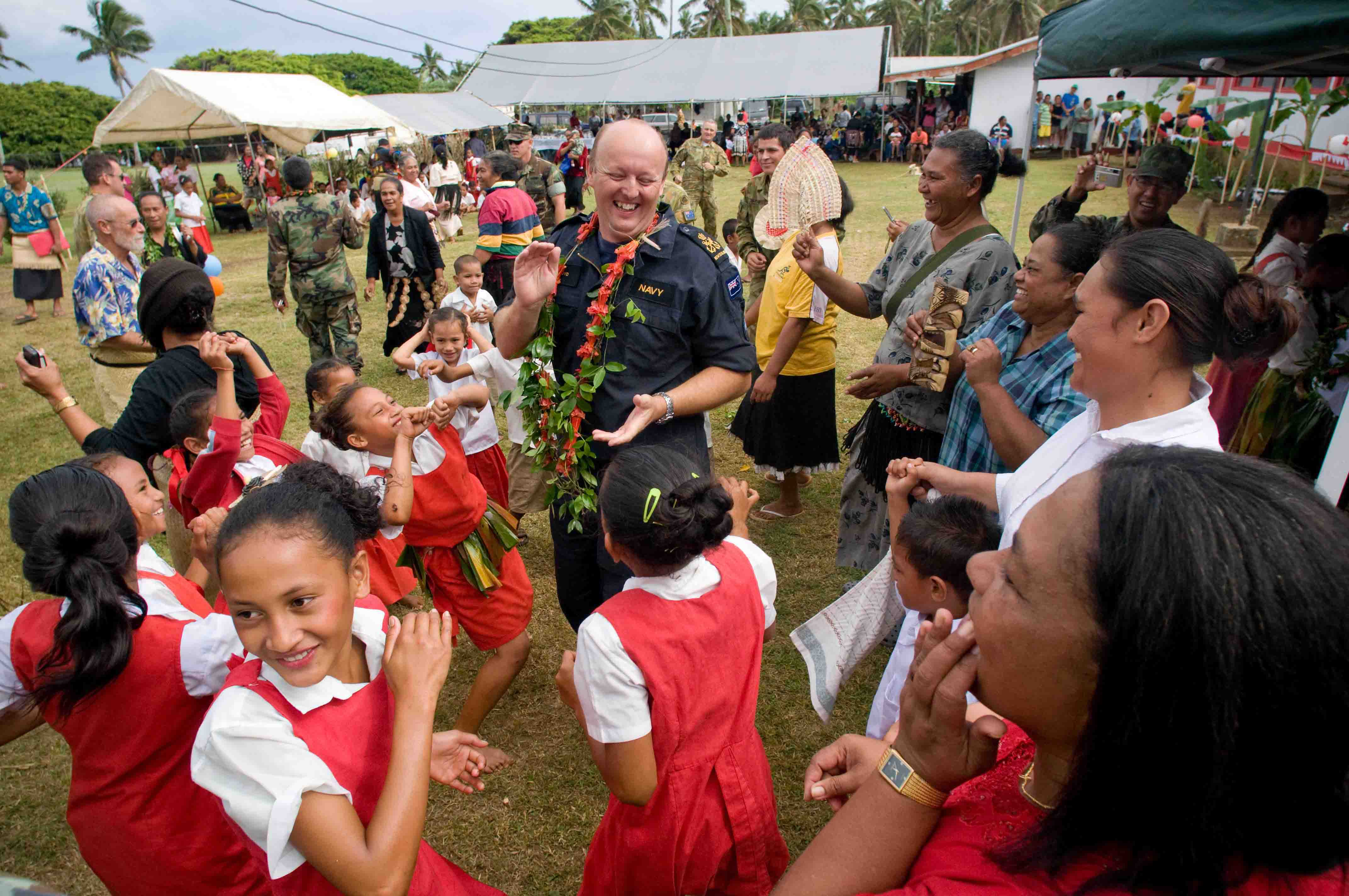
Alunne con l'uniforme scolastica di Tonga

### Turchia
Le divise da scuola hanno una lunga storia in Turchia, sono state introdotte perché il vestito normale avrebbe potuto dare un suggerimento sulla situazione economica della famiglia del bambino: al fine d'evitare raggruppamenti esclusivi tra bambini della stessa classe sociale, sono state introdotte le uniformi.
Le uniformi scolastiche sono utilizzate in tutte le istituzioni pubbliche e private; vi sono però anche numerose eccezioni e la maggior parte di queste riguardano le scuole materne, che di norma non necessitano di divisa.
Le uniformi possono variare per aspetto, con i bambini delle scuole elementari che indossano un completo blu (fino agli anni novanta erano di colore nero); mentre i ragazzi delle secondarie e dei licei indossano pantaloni grigio scuro con camicia bianca, giacca e cravatta. Le ragazze hanno gonne e camicie colorate, Le ragazze vi aggiungono la giacca e la cravatta.
Durante i mesi estivi gli insegnanti di solito permettono ai loro studenti di non indossare la divisa, questo anche durante gli spostamenti o le gite; mentre nessuna delle università utilizzano divise

### Ucraina

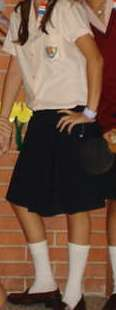
Esempio di uniforme scolastica femminile venezuelana

### Venezuela
Le uniformi scolastiche sono utilizzate in tutti gli istituti del paese ed ogni studente deve indossare la sua: per decreto sono richieste in ogni istituto d'ogni ordine e grado. A questo riguardo, i bambini delle scuole primarie sono indicati spesso come "le camicie gialle", dal colore della divisa che per legge debbono indossare mentre partecipano ad ogni attività scolastica; mentre quelli delle scuole secondarie come "camicie rosse".

### Vietnam

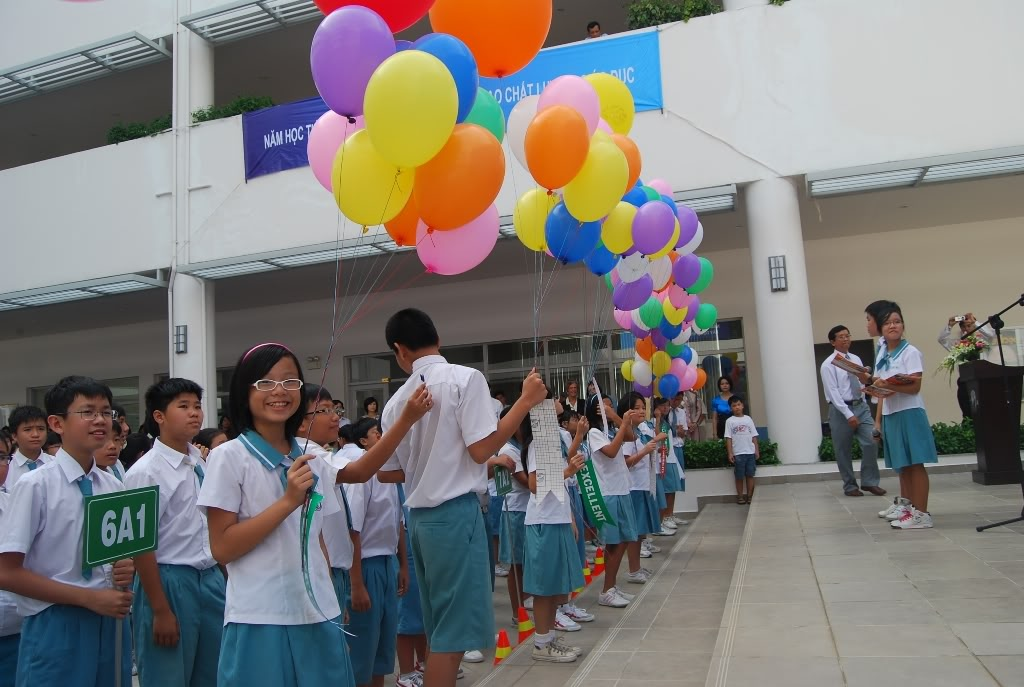
Divise scolastiche a Ho Chi Minh City, Vietnam

Le uniformi vengono utilizzate nelle scuole di ogni tipo e grado del Vietnam.

## Efficacia delle uniformi scolastiche
L'efficacia dell'uso delle uniformi, per migliorare i risultati accademici e gli atteggiamenti degli studenti, è spesso stata discussa.

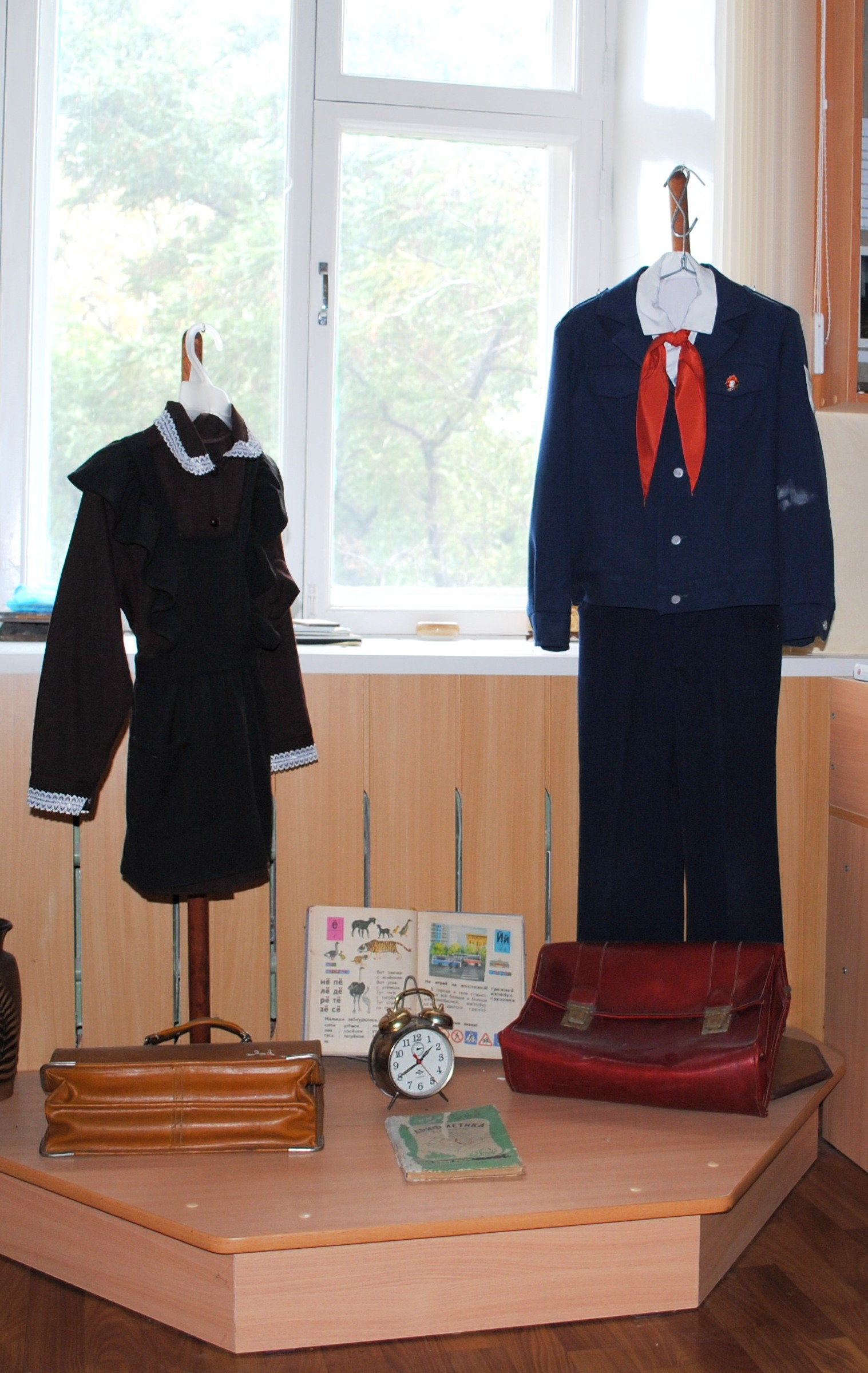
Uniformi scolastiche femminili e maschili complete di cartella delle scuole superiori in U.R.S.S. negli anni '70